# Transports de Colmar et environs
Pour les articles homonymes, voir trace.
Transports de Colmar et environs, abrégé en Trace, est le nom commercial du réseau géré par la STUCE (Société des transports urbains de Colmar et environs) et dont l'autorité organisatrice est le SITREC (syndicat intercommunal  des transports des environs de Colmar). Le réseau dessert l'ensemble des communes de Colmar Agglomération et d'autres communes limitrophes.
La STUCE a été créée le 1er janvier 1990 et succède à la Régie municipale de Colmar (RMC), qui succédait elle-même aux Usines municipales de Colmar (UMC).
Elle employait 110 personnes en 2008.

## Historique
(octobre 2011).

### Le tramway à traction hippomobile
Le premier service de transport de Colmar a été créé en 1879 via une première ligne de tramway à traction animale en février qui reliait l'ancienne gare à la place du Saumon puis en avril 1893 une ligne Gare - rue Bruat - Rue des Blés - Grand'Rue. Ces deux lignes connurent trois exploitants successifs.

### Le tramway à traction électrique

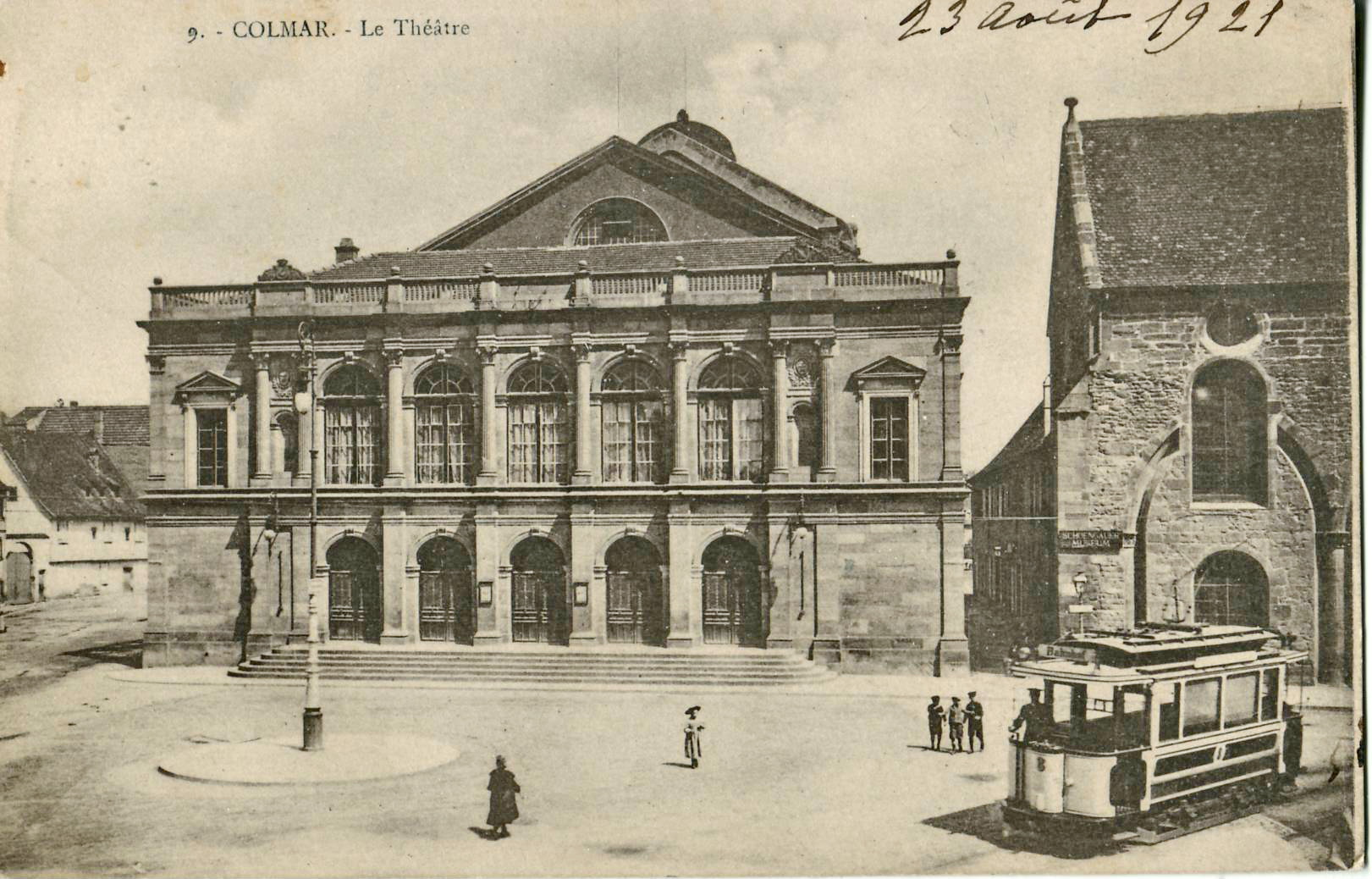
Tramway électrique devant le Théâtre, vers 1920

- 1902 : mise en service de la première ligne de tramway (ligne bleue) ;
- 1914 : mise en service de la deuxième ligne de tramway (ligne rouge) ;
- 1935 : mise en service d'une troisième ligne de tramway de Colmar à Wintzenheim (ligne suburbaine) ;
- 1960 : arrêt de l'exploitation de la dernière ligne de tramway[2] ;

### Les années 1960 à 1980
- 1978 : création des premiers couloirs bus[2] ;

### Le réseau TRACE
- 1990 : création d'une nouvelle société dénommée STUCE, qui exploite le réseau sous le nom TRACE ;
- 1991 : refonte du réseau de bus ;
- 1995 : nouveaux services pour la population : la ligne de soirée Somnambus et le Trace Mobile, le transport pour personnes à mobilité réduite ;
- Septembre 1996 : adhésion des communes de Holtzwihr, Riedwihr et Wickerschwihr ;
- 1997 : mise en service du système d'aide à l'exploitation et à l'information des voyageurs (SAEIV)
- Janvier 1997 : Wettolsheim rejoint le réseau ;
- Septembre 1997 : Andolsheim intègre le réseau ;
- Mars 1998 : mise en circulation des premiers bus au gaz naturel (GNV) et ouverture de la nouvelle agence commerciale ;
- Septembre 1998 : Houssen intègre le réseau ;
- Janvier 1999 : mise en service du premier bus articulé de France fonctionnant au GNV ;
- Septembre 1999 : Fortschwihr, Bischwihr et Sundhoffen sont à leur tour desservies ;
- Septembre 2003 : Ingersheim est desservie à son tour ;
- Janvier 2004 : Jebsheim, Muntzenheim et Grussenheim rejoignent le périmètre des transports urbains ;
- Septembre 2004 : Turckheim rejoint le réseau, ce qui permet de porter à 17 le nombre de communes desservies par la Trace ;
- Septembre 2006 : Sainte-Croix-en-Plaine est desservie à son tour[2] ;

### De la restructuration de 2010 à nos jours
- 5 juillet 2010 : restructuration du réseau de bus ;
- 2 novembre 2010 : Ajustements sur le réseau :
  - Nouveaux horaires pour les lignes 1, 2, 3, 4,5, 6 et 9 ;
  - La ligne 1 dessert les Pommiers à Horbourg-Wihr en remplacement de la ligne 10, en test, qui est supprimée ;
  - La ligne 5 à comme terminus Théâtre au lieu de Mitterlharth, dont la desserte est reprise par la nouvelle ligne 6 qui relie le Marché Couvert à St Joseph/Mittelharth ;
- 5 septembre 2011 : Petites modifications :
  - Création de nouveaux arrêts (un sur la ligne 3 nommé « Rue du Tir » dans le sens boucle B, et un sur la ligne 6 nommé « Clos St-Jacques ») ;
  - Prolongement de la ligne dominicale C vers Wintzenheim Chapelle avec 5 A/R.
- 3 novembre 2011 : Mise en place du Flexi Trace dans le quartier des Musiciens avec trois arrêts : Debussy, Mozart et Haut Koenigsbourg[2].
- 3 janvier 2012 : Herrlisheim-près-Colmar, Hunabuhl, Niedermorschwihr, Walbach et Zimmerbach sont maintenant desservis par les lignes 25 et 26. Nouveaux horaires pour la ligne 7 et 4 allers-retours supplémentaires mis en place vers Sundhoffen (Ligne 23) avec une desserte de l'Observatoire de la Nature situé dans la forêt du Neuland.
- 3 septembre 2012 : Prolongement de la ligne 25 de Niedermorschwihr vers les Trois-Épis. Suppression de la ligne 8 aux arrêts Ingersheim Centre et Florimont, le FlexiTrace desserte maintenant les villes de Zimmerbach, Walbach, Niedermoschwihr et Ingersheim.

## Le réseau

### Présentation
Restructuré le 5 juillet 2010, le réseau se compose en semaine de 9 lignes urbaines et de 7 lignes interurbaines, des lignes départementales en intégration tarifaire, et le dimanche d'un réseau réduit de trois lignes.
Le réseau est complété par de nombreuses lignes scolaires et un service évènementiel comprenant une ligne et plusieurs navettes suivant l'événement.
Vingt-deux communes sont desservies :  Andolsheim, Bischwihr, Colmar, Fortschwihr, Grussenheim, Herrlisheim-près-Colmar, Holtzwihr, Horbourg-Wihr, Houssen, Ingersheim, Jebsheim, Muntzenheim, Niedermorschwihr, Riedwihr, Sainte-Croix-en-Plaine, Sundhoffen, Turckheim, Walbach, Wettolsheim, Wickerschwihr, Wintzenheim et Zimmerbach. Ce qui représente environ 111 655 habitants.

### Réseau actuel, en vigueur (depuis le 2 septembre 2024)

#### Lignes urbaines
| Ligne                       | Caractéristiques | Caractéristiques                                                                                             | Caractéristiques                                                                                             | Caractéristiques                                                                                             | Caractéristiques                                                                                             | Caractéristiques                                                                                             | Caractéristiques                                                                                             | Caractéristiques                                                                                             | Caractéristiques                                                                                             |
| A                           | Turckheim Cité Turenne / Ingersheim Nord ⥋ Horbourg-Wihr Essor de l'Ill / Sundhoffen Alpes | Turckheim Cité Turenne / Ingersheim Nord ⥋ Horbourg-Wihr Essor de l'Ill / Sundhoffen Alpes                   | Turckheim Cité Turenne / Ingersheim Nord ⥋ Horbourg-Wihr Essor de l'Ill / Sundhoffen Alpes                   | Turckheim Cité Turenne / Ingersheim Nord ⥋ Horbourg-Wihr Essor de l'Ill / Sundhoffen Alpes                   | Turckheim Cité Turenne / Ingersheim Nord ⥋ Horbourg-Wihr Essor de l'Ill / Sundhoffen Alpes                   | Turckheim Cité Turenne / Ingersheim Nord ⥋ Horbourg-Wihr Essor de l'Ill / Sundhoffen Alpes                   | Turckheim Cité Turenne / Ingersheim Nord ⥋ Horbourg-Wihr Essor de l'Ill / Sundhoffen Alpes                   | Turckheim Cité Turenne / Ingersheim Nord ⥋ Horbourg-Wihr Essor de l'Ill / Sundhoffen Alpes                   | Turckheim Cité Turenne / Ingersheim Nord ⥋ Horbourg-Wihr Essor de l'Ill / Sundhoffen Alpes                   |
| --------------------------- | --- | --- | --- | --- | --- | --- | --- | --- | --- |
| A                           | Ouverture / Fermeture 2 septembre 2024 / — | Longueur —                                                                                                   | Durée 50/57 min                                                                                              | Nb. d’arrêts —                                                                                               | Matériel —                                                                                                   | Jours de fonctionnement L, Ma, Me, J, V, S, D                                                                | Jour / Soir / Nuit / Fêtes O / O / N / O                                                                     | Voy. / an —                                                                                                  | Exploitant STUCE                                                                                             |
| A                           | Desserte : - Communes desservies (au 2 septembre 2024) : Colmar, Horbourg-Wihr, Ingersheim, Turkheim, Andolsheim, Sundhoffen - Principaux arrêts desservis (au 2 septembre 2024) : Cité Turenne • République • Ingersheim Nord • Place du Général de Gaulle • Camille Sée • Luxembourg • Hôpital Pasteur • Gare • Théâtre • Rapp • Campus Universitaire • Orangerie • Horbourg-Wihr Mairie • Essor de l'Ill • Andolsheim Centre • Sundhoffen Alpes                                              | | | | | | | | |
| A                           | Autre : - Un service sur deux effectue son terminus à Cité Turenne, les autres desservent la branche Ingersheim Nord - Prolongation de Essor de l'Ill à Sundhoffen Alpes toutes les 30 minutes en heures de pointe et toutes les 60 minutes en heures creuses. - Après 21h, la desserte est limitée au tronçon Théâtre <> Horbourg-Wihr Mairie - Le dimanche et les jours féries la desserte est réduite à Cité Turenne jusqu'à Essor de l'Ill. La branche Ingersheim Nord n'est pas desservie. | | | | | | | | |
| A                           | Dernière actualisation : — | | | | | | | | |
| B                           | Wintzenheim Chapelle / Wintzenheim Saint-Gilles ⥋ Base Nautique / Houssen Centre Commercial | Wintzenheim Chapelle / Wintzenheim Saint-Gilles ⥋ Base Nautique / Houssen Centre Commercial                  | Wintzenheim Chapelle / Wintzenheim Saint-Gilles ⥋ Base Nautique / Houssen Centre Commercial                  | Wintzenheim Chapelle / Wintzenheim Saint-Gilles ⥋ Base Nautique / Houssen Centre Commercial                  | Wintzenheim Chapelle / Wintzenheim Saint-Gilles ⥋ Base Nautique / Houssen Centre Commercial                  | Wintzenheim Chapelle / Wintzenheim Saint-Gilles ⥋ Base Nautique / Houssen Centre Commercial                  | Wintzenheim Chapelle / Wintzenheim Saint-Gilles ⥋ Base Nautique / Houssen Centre Commercial                  | Wintzenheim Chapelle / Wintzenheim Saint-Gilles ⥋ Base Nautique / Houssen Centre Commercial                  | Wintzenheim Chapelle / Wintzenheim Saint-Gilles ⥋ Base Nautique / Houssen Centre Commercial                  |
| B                           | Ouverture / Fermeture 2 septembre 2024 / — | Longueur —                                                                                                   | Durée 47/58 min                                                                                              | Nb. d’arrêts —                                                                                               | Matériel —                                                                                                   | Jours de fonctionnement L, Ma, Me, J, V, S, D                                                                | Jour / Soir / Nuit / Fêtes O / N / N / O                                                                     | Voy. / an —                                                                                                  | Exploitant STUCE                                                                                             |
| B                           | Desserte : - Communes desservies (au 2 septembre 2024) : Wintzenheim, Colmar, Houssen - Principaux arrêts desservis (au 2 novembre 2010) : Wintzenheim Chapelle • Wintzenheim Saint Gilles • Faubourg des Vosges • Lauenstein • Hohnack • Gare • Théâtre • Rapp • Ladhof • Base Nautique • Houssen Centre • Houssen Centre Commercial | | | | | | | | |
| B                           | Autre : - Un service sur deux effectue son terminus à Houssen - Centre Commercial. - Un service sur deux effectue son terminus à Base Nautique Colmar - Houssen. - Le dimanche et les jours fériés, la branche Haussmann / Houssen n'est pas desservie. | | | | | | | | |
| B                           | Dernière actualisation : — | | | | | | | | |
| C                           | Sainte-Croix-en-Plaine Forêt Noire / Hôpital Schweitzer ⥋ Logelbach Centre commercial / Turckheim République | Sainte-Croix-en-Plaine Forêt Noire / Hôpital Schweitzer ⥋ Logelbach Centre commercial / Turckheim République | Sainte-Croix-en-Plaine Forêt Noire / Hôpital Schweitzer ⥋ Logelbach Centre commercial / Turckheim République | Sainte-Croix-en-Plaine Forêt Noire / Hôpital Schweitzer ⥋ Logelbach Centre commercial / Turckheim République | Sainte-Croix-en-Plaine Forêt Noire / Hôpital Schweitzer ⥋ Logelbach Centre commercial / Turckheim République | Sainte-Croix-en-Plaine Forêt Noire / Hôpital Schweitzer ⥋ Logelbach Centre commercial / Turckheim République | Sainte-Croix-en-Plaine Forêt Noire / Hôpital Schweitzer ⥋ Logelbach Centre commercial / Turckheim République | Sainte-Croix-en-Plaine Forêt Noire / Hôpital Schweitzer ⥋ Logelbach Centre commercial / Turckheim République | Sainte-Croix-en-Plaine Forêt Noire / Hôpital Schweitzer ⥋ Logelbach Centre commercial / Turckheim République |
| C                           | Ouverture / Fermeture 2 septembre 2024 / — | Longueur —                                                                                                   | Durée 58 min                                                                                                 | Nb. d’arrêts —                                                                                               | Matériel —                                                                                                   | Jours de fonctionnement L, Ma, Me, J, V, S, D                                                                | Jour / Soir / Nuit / Fêtes O / N / N / O                                                                     | Voy. / an —                                                                                                  | Exploitant STUCE                                                                                             |
| C                           | Desserte : - Communes desservies (au 2 septembre 2024) : Saite-Croix en Plaine, Colmar, Logelbach, Turckheim - Principaux arrêts desservis (au 2 septembre 2024) : Forêt Noire, Ste-Croix-en-Plaine Mairie • Maison de l'Agriculture • Hôpital Schweitzer • Clémenceau • Gare de Colmar • Théâtre • Pont Rouge • Poudrière • Hirn • Logelbach Centre Commercial • République | | | | | | | | |
| C                           | Autre : - Le tronçon Hôpital Schweitzer <> Ste-Croix-en-Plaine Forêt Noire est uniquement desservi en heures de pointe toutes les 30 minutes. - La prolongation vers République se fait uniquement toutes les 30 minutes en heures de pointe et toutes les 60 minutes en heures creuses. - Le dimanche et les jours fériés, la desserte est limitée au tronçon Hôpital Schweitzer <> Logelbach Centre Commercial.                                                                               | | | | | | | | |
| C                           | Dernière actualisation : — | | | | | | | | |
| D                           | Europe ⥋ Aéroport (via Mining) / Z.I. Nord | Europe ⥋ Aéroport (via Mining) / Z.I. Nord                                                                   | Europe ⥋ Aéroport (via Mining) / Z.I. Nord                                                                   | Europe ⥋ Aéroport (via Mining) / Z.I. Nord                                                                   | Europe ⥋ Aéroport (via Mining) / Z.I. Nord                                                                   | Europe ⥋ Aéroport (via Mining) / Z.I. Nord                                                                   | Europe ⥋ Aéroport (via Mining) / Z.I. Nord                                                                   | Europe ⥋ Aéroport (via Mining) / Z.I. Nord                                                                   | Europe ⥋ Aéroport (via Mining) / Z.I. Nord                                                                   |
| D                           | Ouverture / Fermeture 2 septembre 2024 / — | Longueur —                                                                                                   | Durée 33/34 min                                                                                              | Nb. d’arrêts —                                                                                               | Matériel —                                                                                                   | Jours de fonctionnement L, Ma, Me, J, V, S, D                                                                | Jour / Soir / Nuit / Fêtes O / O / N / O                                                                     | Voy. / an —                                                                                                  | Exploitant STUCE                                                                                             |
| D                           | Desserte : - Communes desservies (au 2 décembre 2024) : Colmar - Principaux arrêts desservis (au 2 septembre 2024) : Vienne • Camille Sée • Europe • Gare • Théâtre • Ravel • Parc des Expositions • Mining • Aéroport • Kiener • ZI Nord | | | | | | | | |
| D                           | Autre : - Un service sur deux dessert l'Aéroport, les autres desservent la branche vers ZI Nord. - La boucle Mining (Liebherr) n'est desservie que pendant les heures de pointe. - Après 21h, la desserte est limitée au tronçon Théâtre <> Europe. - Le départ de 23h54 depuis Théâtre à pour terminus Gare. - Le dimanche et les jours fériés, la ligne de dessert pas la branche ZI Nord, ni la boucle Mining                                                                                | | | | | | | | |
| D                           | Dernière actualisation : — | | | | | | | | |
| E                           | Brant ⥋ Fortschwihr Mairie | Brant ⥋ Fortschwihr Mairie                                                                                   | Brant ⥋ Fortschwihr Mairie                                                                                   | Brant ⥋ Fortschwihr Mairie                                                                                   | Brant ⥋ Fortschwihr Mairie                                                                                   | Brant ⥋ Fortschwihr Mairie                                                                                   | Brant ⥋ Fortschwihr Mairie                                                                                   | Brant ⥋ Fortschwihr Mairie                                                                                   | Brant ⥋ Fortschwihr Mairie                                                                                   |
| E                           | Ouverture / Fermeture 2 septembre 2024 / — | Longueur —                                                                                                   | Durée 55 min                                                                                                 | Nb. d’arrêts —                                                                                               | Matériel —                                                                                                   | Jours de fonctionnement L, Ma, Me, J, V, S                                                                   | Jour / Soir / Nuit / Fêtes O / N / N / N                                                                     | Voy. / an —                                                                                                  | Exploitant STUCE                                                                                             |
| E                           | Desserte : - Communes desservies (au 2 septembre 2024) : Colmar, Bischwihr, Fortschwihr - Principaux arrêts desservis (au 2 septembre 2024) : Brant • Stade Nautique / Patinoire • Europe • Biopôle • CeA • Université • Horbourg-Wihr Mairie • Pommiers • Bischwihr Centre • Collège de Fortschwihr • Fortschwihr Mairie | | | | | | | | |
| E                           | Autre : | | | | | | | | |
| E                           | Dernière actualisation : — | | | | | | | | |
| F                           | Mittelharth ⥋ Erlen Ricoh | Mittelharth ⥋ Erlen Ricoh                                                                                    | Mittelharth ⥋ Erlen Ricoh                                                                                    | Mittelharth ⥋ Erlen Ricoh                                                                                    | Mittelharth ⥋ Erlen Ricoh                                                                                    | Mittelharth ⥋ Erlen Ricoh                                                                                    | Mittelharth ⥋ Erlen Ricoh                                                                                    | Mittelharth ⥋ Erlen Ricoh                                                                                    | Mittelharth ⥋ Erlen Ricoh                                                                                    |
| F                           | Ouverture / Fermeture 2 septembre 2024 / — | Longueur —                                                                                                   | Durée 30 min                                                                                                 | Nb. d’arrêts —                                                                                               | Matériel —                                                                                                   | Jours de fonctionnement L, Ma, Me, J, V, S                                                                   | Jour / Soir / Nuit / Fêtes O / N / N / N                                                                     | Voy. / an —                                                                                                  | Exploitant STUCE                                                                                             |
| F                           | Desserte : - Communes desservies (au 2 septembre 2024) : Colmar, Wettolsheim Les Erlen - Principaux arrêts desservis (au 2 septembre 2024) : Mittelharth • Auberge de Jeunesse • Place Saint-Joseph • Théâtre • Gare • Assomption • Diaconat • Erlen Ricoh | | | | | | | | |
| F                           | Autre : | | | | | | | | |
| F                           | Dernière actualisation : — | | | | | | | | |
| G                           | Walbach Mairie ⥋ Théâtre | Walbach Mairie ⥋ Théâtre                                                                                     | Walbach Mairie ⥋ Théâtre                                                                                     | Walbach Mairie ⥋ Théâtre                                                                                     | Walbach Mairie ⥋ Théâtre                                                                                     | Walbach Mairie ⥋ Théâtre                                                                                     | Walbach Mairie ⥋ Théâtre                                                                                     | Walbach Mairie ⥋ Théâtre                                                                                     | Walbach Mairie ⥋ Théâtre                                                                                     |
| G                           | Ouverture / Fermeture 2 septembre 2024 / — | Longueur —                                                                                                   | Durée 24 min                                                                                                 | Nb. d’arrêts 6                                                                                               | Matériel -                                                                                                   | Jours de fonctionnement L, Ma, Me, J, V, S                                                                   | Jour / Soir / Nuit / Fêtes O / N / N / N                                                                     | Voy. / an —                                                                                                  | Exploitant STUCE                                                                                             |
| G                           | Desserte : - Communes desservies (au 2 septembre 2024) : Colmar, Wintzenheim, Turckheim, Zimmerbach, Walbach - Arrêts desservis (au 2 septembre 2024) : Théâtre • Gare Ouest • Faubourg des Vosges • Turckheim-République • Zimmerbach • Walbach Mairie | | | | | | | | |
| G                           | Autre : | | | | | | | | |
| G                           | Dernière actualisation : — | | | | | | | | |
| NCV                         | Navette Coeur de Ville | Navette Coeur de Ville                                                                                       | Navette Coeur de Ville                                                                                       | Navette Coeur de Ville                                                                                       | Navette Coeur de Ville                                                                                       | Navette Coeur de Ville                                                                                       | Navette Coeur de Ville                                                                                       | Navette Coeur de Ville                                                                                       | Navette Coeur de Ville                                                                                       |
| NCV                         | (Circulaire) Bleylé ⥋ Bleylé via Théâtre, Marché Couvert | | | | | | | | |
| NCV                         | Ouverture / Fermeture 27 avril 2019) / — | Longueur —                                                                                                   | Durée 30 min                                                                                                 | Nb. d’arrêts 10                                                                                              | Matériel Bluebus                                                                                             | Jours de fonctionnement L, Ma, Me, J, V, S                                                                   | Jour / Soir / Nuit / Fêtes O / N / N / N                                                                     | Voy. / an —                                                                                                  | Exploitant STUCE                                                                                             |
| NCV                         | Desserte : - Principaux arrêts desservis (au 1er avril 2025) : Bleylé • Préfecture • Champ de Mars • Théâtre • Rapp • Cathédrale • Marché Couvert • Six Montagnes Noires • Préfecture • Bleylé | | | | | | | | |
| NCV                         | Autre : La Navette Coeur de Ville (NCV) est un minibus qui circule dans l'hyper-centre de Colmar, en réalisant une boucle au départ de Bleylé. Connectée aux lignes de bus Trace et aux principaux parkings, cette navette gratuite permet de se déplacer au cœur de la ville. Depuis le 1er septembre 2022, la navette fait son terminus à Bleylé. | | | | | | | | |
| NCV                         | Dernière actualisation : 1er novembre 2024 | | | | | | | | |
| Navette Marché Saint-Joseph | Théâtre ⥋ Wineck | Théâtre ⥋ Wineck                                                                                             | Théâtre ⥋ Wineck                                                                                             | Théâtre ⥋ Wineck                                                                                             | Théâtre ⥋ Wineck                                                                                             | Théâtre ⥋ Wineck                                                                                             | Théâtre ⥋ Wineck                                                                                             | Théâtre ⥋ Wineck                                                                                             | Théâtre ⥋ Wineck                                                                                             |
| Navette Marché Saint-Joseph | Ouverture / Fermeture 1er août 2020 / — | Longueur —                                                                                                   | Durée 10 min                                                                                                 | Nb. d’arrêts 3                                                                                               | Matériel Bluebus                                                                                             | Jours de fonctionnement Modèle:Jour de fonctionnements                                                       | Jour / Soir / Nuit / Fêtes O / N / N / N                                                                     | Voy. / an —                                                                                                  | Exploitant STUCE                                                                                             |
| Navette Marché Saint-Joseph | Desserte : - Principaux arrêts desservis (au 1er août 2020) : Théâtre (quai B) • Manufacture • Wineck | | | | | | | | |
| Navette Marché Saint-Joseph | Autre : La navette Marché Saint-Joseph est un minibus qui relie le pôle d'échanges Théâtre à l'arrêt Wineck à proximité du marché hebdomadaire sur la place Saint-Joseph. Elle circule uniquement le samedi matin de 9h à 12h30. Elle est en phase d'expérimentation durant le mois d'août 2020. | | | | | | | | |
| Navette Marché Saint-Joseph | Dernière actualisation : — | | | | | | | | |

Actualisé le 24/04/2025.

### Ancien réseau, plus en vigueur (depuis le 2 septembre 2024)

#### Lignes urbaines
| Ligne                       | Caractéristiques | Caractéristiques                                                                  | Caractéristiques                                                                  | Caractéristiques                                                                  | Caractéristiques                                                                  | Caractéristiques                                                                  | Caractéristiques                                                                  | Caractéristiques                                                                  | Caractéristiques                                                                  |
| 1                           | Europe ⥋ Horbourg-Wihr — Place du 1er février / Horbourg-Wihr — Pommiers | Europe ⥋ Horbourg-Wihr — Place du 1er février / Horbourg-Wihr — Pommiers          | Europe ⥋ Horbourg-Wihr — Place du 1er février / Horbourg-Wihr — Pommiers          | Europe ⥋ Horbourg-Wihr — Place du 1er février / Horbourg-Wihr — Pommiers          | Europe ⥋ Horbourg-Wihr — Place du 1er février / Horbourg-Wihr — Pommiers          | Europe ⥋ Horbourg-Wihr — Place du 1er février / Horbourg-Wihr — Pommiers          | Europe ⥋ Horbourg-Wihr — Place du 1er février / Horbourg-Wihr — Pommiers          | Europe ⥋ Horbourg-Wihr — Place du 1er février / Horbourg-Wihr — Pommiers          | Europe ⥋ Horbourg-Wihr — Place du 1er février / Horbourg-Wihr — Pommiers          |
| --------------------------- | --- | --------------------------------------------------------------------------------- | --------------------------------------------------------------------------------- | --------------------------------------------------------------------------------- | --------------------------------------------------------------------------------- | --------------------------------------------------------------------------------- | --------------------------------------------------------------------------------- | --------------------------------------------------------------------------------- | --------------------------------------------------------------------------------- |
| 1                           | Ouverture / Fermeture 5 juillet 2010 / 31 août 2024 | Longueur —                                                                        | Durée 62/71 min                                                                   | Nb. d’arrêts 23/28                                                                | Matériel Citaro GNV Agora S GNV Citaro G GNV Citywide LF Citywide LF (18m)        | Jours de fonctionnement L, Ma, Me, J, V, S                                        | Jour / Soir / Nuit / Fêtes O / O / N / N                                          | Voy. / an —                                                                       | Exploitant STUCE                                                                  |
| 1                           | Desserte : - Communes desservies (au 2 novembre 2010) : Colmar, Horbourg-Wihr - Principaux arrêts desservis (au 2 novembre 2010) : Europe • Hôpital Pasteur • Gare • Préfecture • Théâtre • Campus Universitaire • Horbourg-Wihr Mairie • Horbourg-Wihr - Place du 1er février • Wihr Mairie • Horbourg-Wihr - Pommiers |                                                                                   |                                                                                   |                                                                                   |                                                                                   |                                                                                   |                                                                                   |                                                                                   |                                                                                   |
| 1                           | Autre : - Un service sur quatre effectue son terminus à Horbourg-Wihr - Pommiers. - Certains services ne desservent pas les arrêts entre Europe et Théâtre le matin et en soirée. - Les vendredis et samedis, la ligne 1 circule jusqu'à une heure du matin. - Les dimanches avant Noël : - Lors des quatre dimanches avant Noël, la STUCE met en place un réseau spécial. - Les lignes 1 et 9 fusionnent sous l'indice 1 pour former une ligne reliant Europe à Fortschwihr et Sundhoffen ne circulant que l'après-midi. Certains services ne desservent par les arrêts entre Sundhoffen - Alpes et Romains tandis que d'autres ne desservent par les arrêts entre Fortschwihr - Étang et Romains, en effet aucun service ne dessert l'ensemble de la ligne. |                                                                                   |                                                                                   |                                                                                   |                                                                                   |                                                                                   |                                                                                   |                                                                                   |                                                                                   |
| 1                           | Dernière actualisation : — |                                                                                   |                                                                                   |                                                                                   |                                                                                   |                                                                                   |                                                                                   |                                                                                   |                                                                                   |
| 2                           | Logelbach — Centre commercial ⥋ Cimetière du Ladhof / Houssen — Centre Commercial | Logelbach — Centre commercial ⥋ Cimetière du Ladhof / Houssen — Centre Commercial | Logelbach — Centre commercial ⥋ Cimetière du Ladhof / Houssen — Centre Commercial | Logelbach — Centre commercial ⥋ Cimetière du Ladhof / Houssen — Centre Commercial | Logelbach — Centre commercial ⥋ Cimetière du Ladhof / Houssen — Centre Commercial | Logelbach — Centre commercial ⥋ Cimetière du Ladhof / Houssen — Centre Commercial | Logelbach — Centre commercial ⥋ Cimetière du Ladhof / Houssen — Centre Commercial | Logelbach — Centre commercial ⥋ Cimetière du Ladhof / Houssen — Centre Commercial | Logelbach — Centre commercial ⥋ Cimetière du Ladhof / Houssen — Centre Commercial |
| 2                           | Ouverture / Fermeture 5 juillet 2010 / 31 août 2024 | Longueur —                                                                        | Durée 50/73 min                                                                   | Nb. d’arrêts 19/29                                                                | Matériel Citaro GNV Agora S GNV Citywide LF Citywide LF (18m)                     | Jours de fonctionnement L, Ma, Me, J, V, S                                        | Jour / Soir / Nuit / Fêtes O / N / N / N                                          | Voy. / an —                                                                       | Exploitant STUCE                                                                  |
| 2                           | Desserte : - Communes desservies (au 2 novembre 2010) : Logelbach, Colmar, Houssen - Principaux arrêts desservis (au 2 novembre 2010) : Logelbach - Centre Commercial • Logelbach Gare • Pont Rouge • Théâtre • Vauban • Cimetière du Ladhof • Base Nautique Colmar - Houssen • Houssen Centre • Houssen - Centre Commercial |                                                                                   |                                                                                   |                                                                                   |                                                                                   |                                                                                   |                                                                                   |                                                                                   |                                                                                   |
| 2                           | Autre : - Un service sur deux effectue son terminus à Houssen - Centre Commercial. - Desserte à certains services de l'arrêt Base Nautique Colmar - Houssen. - Les dimanches avant Noël : - Lors des quatre dimanches avant Noël, la STUCE met en place un réseau spécial. - La ligne 2 garde son itinéraire normal et fonctionne l'après-midi. |                                                                                   |                                                                                   |                                                                                   |                                                                                   |                                                                                   |                                                                                   |                                                                                   |                                                                                   |
| 2                           | Dernière actualisation : — |                                                                                   |                                                                                   |                                                                                   |                                                                                   |                                                                                   |                                                                                   |                                                                                   |                                                                                   |
| 3                           | Théâtre ⥋ Riquewihr via Gare et Théâtre | Théâtre ⥋ Riquewihr via Gare et Théâtre                                           | Théâtre ⥋ Riquewihr via Gare et Théâtre                                           | Théâtre ⥋ Riquewihr via Gare et Théâtre                                           | Théâtre ⥋ Riquewihr via Gare et Théâtre                                           | Théâtre ⥋ Riquewihr via Gare et Théâtre                                           | Théâtre ⥋ Riquewihr via Gare et Théâtre                                           | Théâtre ⥋ Riquewihr via Gare et Théâtre                                           | Théâtre ⥋ Riquewihr via Gare et Théâtre                                           |
| 3                           | Ouverture / Fermeture 5 juillet 2010 / 31 août 2024 | Longueur —                                                                        | Durée 18/36 min                                                                   | Nb. d’arrêts 28                                                                   | Matériel Agora S GNV Citywide LF Citaro GNV                                       | Jours de fonctionnement L, Ma, Me, J, V, S                                        | Jour / Soir / Nuit / Fêtes O / N / N / N                                          | Voy. / an —                                                                       | Exploitant STUCE                                                                  |
| 3                           | Desserte : - Communes desservies (au 2 novembre 2010) : Colmar - Principaux arrêts desservis (au 1er septembre 2022) : Vienne • Stade Nautique Patinoire • Poudrière • Riquewihr • Théâtre • Préfecture • Gare • Trois Châteaux • Vienne |                                                                                   |                                                                                   |                                                                                   |                                                                                   |                                                                                   |                                                                                   |                                                                                   |                                                                                   |
| 3                           | Autre : |                                                                                   |                                                                                   |                                                                                   |                                                                                   |                                                                                   |                                                                                   |                                                                                   |                                                                                   |
| 3                           | Dernière actualisation : — |                                                                                   |                                                                                   |                                                                                   |                                                                                   |                                                                                   |                                                                                   |                                                                                   |                                                                                   |
| 4                           | (Circulaire) Gare ⥋ Gare via Théâtre et Campus Universitaire | (Circulaire) Gare ⥋ Gare via Théâtre et Campus Universitaire                      | (Circulaire) Gare ⥋ Gare via Théâtre et Campus Universitaire                      | (Circulaire) Gare ⥋ Gare via Théâtre et Campus Universitaire                      | (Circulaire) Gare ⥋ Gare via Théâtre et Campus Universitaire                      | (Circulaire) Gare ⥋ Gare via Théâtre et Campus Universitaire                      | (Circulaire) Gare ⥋ Gare via Théâtre et Campus Universitaire                      | (Circulaire) Gare ⥋ Gare via Théâtre et Campus Universitaire                      | (Circulaire) Gare ⥋ Gare via Théâtre et Campus Universitaire                      |
| 4                           | Ouverture / Fermeture 5 juillet 2010 / 31 août 2024 | Longueur —                                                                        | Durée 35 min                                                                      | Nb. d’arrêts 23                                                                   | Matériel Agora S GNV Citywide LF                                                  | Jours de fonctionnement L, Ma, Me, J, V, S                                        | Jour / Soir / Nuit / Fêtes O / N / N / N                                          | Voy. / an —                                                                       | Exploitant STUCE                                                                  |
| 4                           | Desserte : - Communes desservies (au 2 novembre 2010) : Colmar - Principaux arrêts desservis (au 2 novembre 2010) : Gare • Préfecture • Théâtre • Cité Administrative • Campus Universitaire • Collectivité européenne d'Alsace • Hôpital Schweitzer • Cour d'Appel • Gare |                                                                                   |                                                                                   |                                                                                   |                                                                                   |                                                                                   |                                                                                   |                                                                                   |                                                                                   |
| 4                           | Autre : - Ligne circulaire composée de deux boucles : - Boucle A : Fonctionne dans le sens des aiguilles d'une montre - Boucle B : Fonctionne dans le sens inverse des aiguilles d'une montre - Sur la boucle B, un service par jour effectue le trajet entre les arrêts Gare et Grillenbrit via Hôpital Schweitzer avec un autocar affrété. |                                                                                   |                                                                                   |                                                                                   |                                                                                   |                                                                                   |                                                                                   |                                                                                   |                                                                                   |
| 4                           | Dernière actualisation : — |                                                                                   |                                                                                   |                                                                                   |                                                                                   |                                                                                   |                                                                                   |                                                                                   |                                                                                   |
| 5                           | Théâtre ⥋ Wintzenheim — Chapelle / Wintzenheim — Saint-Gilles | Théâtre ⥋ Wintzenheim — Chapelle / Wintzenheim — Saint-Gilles                     | Théâtre ⥋ Wintzenheim — Chapelle / Wintzenheim — Saint-Gilles                     | Théâtre ⥋ Wintzenheim — Chapelle / Wintzenheim — Saint-Gilles                     | Théâtre ⥋ Wintzenheim — Chapelle / Wintzenheim — Saint-Gilles                     | Théâtre ⥋ Wintzenheim — Chapelle / Wintzenheim — Saint-Gilles                     | Théâtre ⥋ Wintzenheim — Chapelle / Wintzenheim — Saint-Gilles                     | Théâtre ⥋ Wintzenheim — Chapelle / Wintzenheim — Saint-Gilles                     | Théâtre ⥋ Wintzenheim — Chapelle / Wintzenheim — Saint-Gilles                     |
| 5                           | Ouverture / Fermeture 5 juillet 2010 / 31 août 2024 | Longueur —                                                                        | Durée 55 min                                                                      | Nb. d’arrêts 21/22                                                                | Matériel Agora S GNV Citywide LF Citaro GNV                                       | Jours de fonctionnement L, Ma, Me, J, V, S                                        | Jour / Soir / Nuit / Fêtes O / N / N / N                                          | Voy. / an —                                                                       | Exploitant STUCE                                                                  |
| 5                           | Desserte : - Communes desservies (au 2 novembre 2010) : Colmar, Wintzenheim - Principaux arrêts desservis (au 2 novembre 2010) : Théâtre • Préfecture • Gare • Biopôle • Wintzenheim Mairie • Wintzenheim - Chapelle • Wintzenheim - Saint-Gilles |                                                                                   |                                                                                   |                                                                                   |                                                                                   |                                                                                   |                                                                                   |                                                                                   |                                                                                   |
| 5                           | Autre : - Desserte à certains services de l'arrêt Wintzenheim - Saint-Gilles sauf le mercredi. - Les dimanches avant Noël : - Lors des quatre dimanches avant Noël, la STUCE met en place un réseau spécial. - La ligne 5 garde son itinéraire normal et fonctionne l'après-midi. |                                                                                   |                                                                                   |                                                                                   |                                                                                   |                                                                                   |                                                                                   |                                                                                   |                                                                                   |
| 5                           | Dernière actualisation : — |                                                                                   |                                                                                   |                                                                                   |                                                                                   |                                                                                   |                                                                                   |                                                                                   |                                                                                   |
| 6                           | Colmar — Marché Couvert ⥋ Saint-Joseph/Mittelharth | Colmar — Marché Couvert ⥋ Saint-Joseph/Mittelharth                                | Colmar — Marché Couvert ⥋ Saint-Joseph/Mittelharth                                | Colmar — Marché Couvert ⥋ Saint-Joseph/Mittelharth                                | Colmar — Marché Couvert ⥋ Saint-Joseph/Mittelharth                                | Colmar — Marché Couvert ⥋ Saint-Joseph/Mittelharth                                | Colmar — Marché Couvert ⥋ Saint-Joseph/Mittelharth                                | Colmar — Marché Couvert ⥋ Saint-Joseph/Mittelharth                                | Colmar — Marché Couvert ⥋ Saint-Joseph/Mittelharth                                |
| 6                           | Ouverture / Fermeture 2 novembre 2010 / 31 août 2024 | Longueur —                                                                        | Durée 46 min                                                                      | Nb. d’arrêts 24                                                                   | Matériel GX 117 GX 127                                                            | Jours de fonctionnement L, Ma, Me, J, V, S                                        | Jour / Soir / Nuit / Fêtes O / N / N / N                                          | Voy. / an —                                                                       | Exploitant STUCE                                                                  |
| 6                           | Desserte : - Communes desservies (au 2 novembre 2010) : Colmar - Principaux arrêts desservis (au 5 septembre 2011) : Colmar - Marché Couvert • République • Théâtre • Place Saint-Joseph • Mittelharth • Bagatelle |                                                                                   |                                                                                   |                                                                                   |                                                                                   |                                                                                   |                                                                                   |                                                                                   |                                                                                   |
| 6                           | Autre : - Certains services ne desservent pas les arrêts entre Théâtre et Marché Couvert. - Les dimanches avant Noël : - Lors des quatre dimanches avant Noël, la STUCE met en place un réseau spécial. - La ligne 6 est réduite au trajet entre Théâtre et Mittelharth/St Joseph et fonctionne l'après-midi. |                                                                                   |                                                                                   |                                                                                   |                                                                                   |                                                                                   |                                                                                   |                                                                                   |                                                                                   |
| 6                           | Dernière actualisation : — |                                                                                   |                                                                                   |                                                                                   |                                                                                   |                                                                                   |                                                                                   |                                                                                   |                                                                                   |
| 7                           | Zone industrielle Nord ⥋ Ricoh | Zone industrielle Nord ⥋ Ricoh                                                    | Zone industrielle Nord ⥋ Ricoh                                                    | Zone industrielle Nord ⥋ Ricoh                                                    | Zone industrielle Nord ⥋ Ricoh                                                    | Zone industrielle Nord ⥋ Ricoh                                                    | Zone industrielle Nord ⥋ Ricoh                                                    | Zone industrielle Nord ⥋ Ricoh                                                    | Zone industrielle Nord ⥋ Ricoh                                                    |
| 7                           | Ouverture / Fermeture 5 juillet 2010 / 31 août 2024 | Longueur —                                                                        | Durée 53/65 min                                                                   | Nb. d’arrêts 27                                                                   | Matériel Agora S GNV Citywide LF Citaro GNV                                       | Jours de fonctionnement L, Ma, Me, J, V, S                                        | Jour / Soir / Nuit / Fêtes O / N / N / N                                          | Voy. / an —                                                                       | Exploitant STUCE                                                                  |
| 7                           | Desserte : - Communes desservies (au 2 novembre 2010) : Colmar, Wettolsheim - Principaux arrêts desservis (au 2 novembre 2010) : Z.I. Nord • Statue de la Liberté • 1re armée française • Théâtre • Préfecture • Gare • Cour d'Appel • Diaconat • Centre Hippique • Ricoh |                                                                                   |                                                                                   |                                                                                   |                                                                                   |                                                                                   |                                                                                   |                                                                                   |                                                                                   |
| 7                           | Autre : - Certains services ne desservent pas les arrêts entre Diaconat et Ricoh ou entre Gare et Ricoh. - Les dimanches avant Noël : - Lors des quatre dimanches avant Noël, la STUCE met en place un réseau spécial. - La ligne 7 est réduite au trajet entre Théâtre et Z.I. Nord et fonctionne l'après-midi. |                                                                                   |                                                                                   |                                                                                   |                                                                                   |                                                                                   |                                                                                   |                                                                                   |                                                                                   |
| 7                           | Dernière actualisation : — |                                                                                   |                                                                                   |                                                                                   |                                                                                   |                                                                                   |                                                                                   |                                                                                   |                                                                                   |
| 8                           | Théâtre ⥋ Turckheim — Tuileries | Théâtre ⥋ Turckheim — Tuileries                                                   | Théâtre ⥋ Turckheim — Tuileries                                                   | Théâtre ⥋ Turckheim — Tuileries                                                   | Théâtre ⥋ Turckheim — Tuileries                                                   | Théâtre ⥋ Turckheim — Tuileries                                                   | Théâtre ⥋ Turckheim — Tuileries                                                   | Théâtre ⥋ Turckheim — Tuileries                                                   | Théâtre ⥋ Turckheim — Tuileries                                                   |
| 8                           | Ouverture / Fermeture 5 juillet 2010 / 31 août 2024 | Longueur —                                                                        | Durée 44/60 min                                                                   | Nb. d’arrêts 27                                                                   | Matériel Agora S GNV Citywide LF Citaro GNV                                       | Jours de fonctionnement L, Ma, Me, J, V, S                                        | Jour / Soir / Nuit / Fêtes O / N / N / N                                          | Voy. / an —                                                                       | Exploitant STUCE                                                                  |
| 8                           | Desserte : - Communes desservies (au 2 novembre 2010) : Colmar, Ingersheim, Turckheim - Principaux arrêts desservis (au 2 septembre 2021) : Théâtre • Préfecture • Gare • Hôpital Pasteur • Hirn • Ingersheim Place du Générale de Gaulle • Place de la République • Turckheim - Tuileries |                                                                                   |                                                                                   |                                                                                   |                                                                                   |                                                                                   |                                                                                   |                                                                                   |                                                                                   |
| 8                           | Autre : - Depuis le 3 septembre 2012, la ligne 8 ne dessert plus Ingersheim Centre et Florimont. - Depuis le 2 septembre 2021, le terminus Europe est supprimé. Toutes les liaisons vont jusque Théâtre. |                                                                                   |                                                                                   |                                                                                   |                                                                                   |                                                                                   |                                                                                   |                                                                                   |                                                                                   |
| 8                           | Dernière actualisation : — |                                                                                   |                                                                                   |                                                                                   |                                                                                   |                                                                                   |                                                                                   |                                                                                   |                                                                                   |
| 9                           | Sundhoffen — Alpes ⥋ Fortschwihr — Étang | Sundhoffen — Alpes ⥋ Fortschwihr — Étang                                          | Sundhoffen — Alpes ⥋ Fortschwihr — Étang                                          | Sundhoffen — Alpes ⥋ Fortschwihr — Étang                                          | Sundhoffen — Alpes ⥋ Fortschwihr — Étang                                          | Sundhoffen — Alpes ⥋ Fortschwihr — Étang                                          | Sundhoffen — Alpes ⥋ Fortschwihr — Étang                                          | Sundhoffen — Alpes ⥋ Fortschwihr — Étang                                          | Sundhoffen — Alpes ⥋ Fortschwihr — Étang                                          |
| 9                           | Ouverture / Fermeture 5 juillet 2010 / 31 août 2024 | Longueur —                                                                        | Durée 30/35 min                                                                   | Nb. d’arrêts 20                                                                   | Matériel -                                                                        | Jours de fonctionnement L, Ma, Me, J, V, S                                        | Jour / Soir / Nuit / Fêtes O / N / N / N                                          | Voy. / an —                                                                       | Exploitant STUCE                                                                  |
| 9                           | Desserte : - Communes desservies (au 2 novembre 2010) : Sundhoffen, Andolsheim, Horbourg-Wihr, Bischwihr, Fortschwihr - Principaux arrêts desservis (au 2 novembre 2010) : Sundhoffen - Alpes • Sundhoffen - Centre • Sundhoffen - Gare • Andolsheim - Centre • Horbourg-Wihr - Place du 1er février • Wihr Mairie • Pommiers • Bischwihr Centre • Collège de Fortschwihr • Fortschwihr Mairie |                                                                                   |                                                                                   |                                                                                   |                                                                                   |                                                                                   |                                                                                   |                                                                                   |                                                                                   |
| 9                           | Autre : - Certains services ne desservent par les arrêts entre Sundhoffen - Alpes et Romains tandis que d'autres ne desservent par les arrêts entre Fortschwihr - Étang et Romains, en effet aucun service ne dessert l'ensemble de la ligne. - Les horaires de la ligne 9 sont alignés sur ceux de la ligne 1 afin de faciliter les correspondances. |                                                                                   |                                                                                   |                                                                                   |                                                                                   |                                                                                   |                                                                                   |                                                                                   |                                                                                   |
| 9                           | Dernière actualisation : — |                                                                                   |                                                                                   |                                                                                   |                                                                                   |                                                                                   |                                                                                   |                                                                                   |                                                                                   |
| 10                          | Walbach — Mairie ⥋ Colmar — Théatre | Walbach — Mairie ⥋ Colmar — Théatre                                               | Walbach — Mairie ⥋ Colmar — Théatre                                               | Walbach — Mairie ⥋ Colmar — Théatre                                               | Walbach — Mairie ⥋ Colmar — Théatre                                               | Walbach — Mairie ⥋ Colmar — Théatre                                               | Walbach — Mairie ⥋ Colmar — Théatre                                               | Walbach — Mairie ⥋ Colmar — Théatre                                               | Walbach — Mairie ⥋ Colmar — Théatre                                               |
| 10                          | Ouverture / Fermeture 4 septembre 2023 / 31 août 2024 | Longueur —                                                                        | Durée 24 min                                                                      | Nb. d’arrêts 6                                                                    | Matériel -                                                                        | Jours de fonctionnement L, Ma, Me, J, V, S                                        | Jour / Soir / Nuit / Fêtes O / N / N / N                                          | Voy. / an —                                                                       | Exploitant STUCE                                                                  |
| 10                          | Desserte : - Communes desservies (au 4 septembre 2023) : Colmar, Wintzenheim, Turckheim, Zimmerbach, Walbach - Arrêts desservis (au 4 septembre 2023) : Théâtre • Colmar - Gare • Faubourg des Vosges • Turckheim - Place de la République • Zimmerbach • Walbach Mairie |                                                                                   |                                                                                   |                                                                                   |                                                                                   |                                                                                   |                                                                                   |                                                                                   |                                                                                   |
| 10                          | Autre : |                                                                                   |                                                                                   |                                                                                   |                                                                                   |                                                                                   |                                                                                   |                                                                                   |                                                                                   |
| 10                          | Dernière actualisation : — |                                                                                   |                                                                                   |                                                                                   |                                                                                   |                                                                                   |                                                                                   |                                                                                   |                                                                                   |
| Navette Coeur de Ville      | (Circulaire) Bleylé ⥋ Bleylé via Marché Couvert | (Circulaire) Bleylé ⥋ Bleylé via Marché Couvert                                   | (Circulaire) Bleylé ⥋ Bleylé via Marché Couvert                                   | (Circulaire) Bleylé ⥋ Bleylé via Marché Couvert                                   | (Circulaire) Bleylé ⥋ Bleylé via Marché Couvert                                   | (Circulaire) Bleylé ⥋ Bleylé via Marché Couvert                                   | (Circulaire) Bleylé ⥋ Bleylé via Marché Couvert                                   | (Circulaire) Bleylé ⥋ Bleylé via Marché Couvert                                   | (Circulaire) Bleylé ⥋ Bleylé via Marché Couvert                                   |
| Navette Coeur de Ville      | Ouverture / Fermeture 27 avril 2019) / — | Longueur —                                                                        | Durée 30 min                                                                      | Nb. d’arrêts 10                                                                   | Matériel Bluebus                                                                  | Jours de fonctionnement L, Ma, Me, J, V, S                                        | Jour / Soir / Nuit / Fêtes O / N / N / N                                          | Voy. / an —                                                                       | Exploitant STUCE                                                                  |
| Navette Coeur de Ville      | Desserte : - Principaux arrêts desservis (au 1er septembre 2022) : Bleylé • Préfecture • République • Champ de Mars • Rapp • Marché Couvert • Six Montagnes Noires • Préfecture • Bleylé |                                                                                   |                                                                                   |                                                                                   |                                                                                   |                                                                                   |                                                                                   |                                                                                   |                                                                                   |
| Navette Coeur de Ville      | Autre : La navette coeur de ville est un minibus qui circule dans l'hyper-centre de Colmar. Connectée aux lignes de bus Trace et aux principaux parkings, cette navette gratuite permet de se déplacer au cœur de la ville. Depuis le 1er septembre 2022, la navette fait son terminus à Bleylé. |                                                                                   |                                                                                   |                                                                                   |                                                                                   |                                                                                   |                                                                                   |                                                                                   |                                                                                   |
| Navette Coeur de Ville      | Dernière actualisation : — |                                                                                   |                                                                                   |                                                                                   |                                                                                   |                                                                                   |                                                                                   |                                                                                   |                                                                                   |
| Navette Marché Saint-Joseph | Théâtre ⥋ Wineck | Théâtre ⥋ Wineck                                                                  | Théâtre ⥋ Wineck                                                                  | Théâtre ⥋ Wineck                                                                  | Théâtre ⥋ Wineck                                                                  | Théâtre ⥋ Wineck                                                                  | Théâtre ⥋ Wineck                                                                  | Théâtre ⥋ Wineck                                                                  | Théâtre ⥋ Wineck                                                                  |
| Navette Marché Saint-Joseph | Ouverture / Fermeture 1er août 2020 / — | Longueur —                                                                        | Durée 10 min                                                                      | Nb. d’arrêts 3                                                                    | Matériel Bluebus                                                                  | Jours de fonctionnement Modèle:Jour de fonctionnements                            | Jour / Soir / Nuit / Fêtes O / N / N / N                                          | Voy. / an —                                                                       | Exploitant STUCE                                                                  |
| Navette Marché Saint-Joseph | Desserte : - Principaux arrêts desservis (au 1er août 2020) : Théâtre (quai B) • Manufacture • Wineck |                                                                                   |                                                                                   |                                                                                   |                                                                                   |                                                                                   |                                                                                   |                                                                                   |                                                                                   |
| Navette Marché Saint-Joseph | Autre : La navette Marché Saint-Joseph est un minibus qui relie le pôle d'échanges Théâtre à l'arrêt Wineck à proximité du marché hebdomadaire sur la place Saint-Joseph. Elle circule uniquement le samedi matin de 9h à 12h30. Elle est en phase d'expérimentation durant le mois d'août 2020. |                                                                                   |                                                                                   |                                                                                   |                                                                                   |                                                                                   |                                                                                   |                                                                                   |                                                                                   |
| Navette Marché Saint-Joseph | Dernière actualisation : — |                                                                                   |                                                                                   |                                                                                   |                                                                                   |                                                                                   |                                                                                   |                                                                                   |                                                                                   |

#### Lignes interurbaines
| Ligne | Caractéristiques | Caractéristiques | Caractéristiques | Caractéristiques | Caractéristiques | Caractéristiques | Caractéristiques | Caractéristiques | Caractéristiques |
| 20    | Gare ⥋ Fortschwihr — Mairie (↔ Baltzenheim, hors intégration tarifaire) | Gare ⥋ Fortschwihr — Mairie (↔ Baltzenheim, hors intégration tarifaire)                                                                            | Gare ⥋ Fortschwihr — Mairie (↔ Baltzenheim, hors intégration tarifaire)                                                                            | Gare ⥋ Fortschwihr — Mairie (↔ Baltzenheim, hors intégration tarifaire)                                                                            | Gare ⥋ Fortschwihr — Mairie (↔ Baltzenheim, hors intégration tarifaire)                                                                            | Gare ⥋ Fortschwihr — Mairie (↔ Baltzenheim, hors intégration tarifaire)                                                                            | Gare ⥋ Fortschwihr — Mairie (↔ Baltzenheim, hors intégration tarifaire)                                                                            | Gare ⥋ Fortschwihr — Mairie (↔ Baltzenheim, hors intégration tarifaire)                                                                            | Gare ⥋ Fortschwihr — Mairie (↔ Baltzenheim, hors intégration tarifaire)                                                                            |
| ----- | --- | --- | --- | --- | --- | --- | --- | --- | --- |
| 20    | Ouverture / Fermeture 5 juillet 2010 / — | Longueur — | Durée — | Nb. d’arrêts 21 | Matériel — | Jours de fonctionnement L, Ma, Me, J, V, S | Jour / Soir / Nuit / Fêtes O / N / N / N | Voy. / an — | Exploitant Liberty Bus |
| 20    | Desserte : - Communes desservies : Colmar, Horbourg-Wihr, Bischwihr, Fortschwihr - Principaux arrêts desservis : Gare • Préfecture • Théâtre • Campus Universitaire • Horbourg-Wihr Mairie • Horbourg-Wihr - Place du 1er février • Wihr Mairie • Pommiers • Bischwihr Centre • Collège de Fortschwihr • Fortschwihr - Mairie | | | | | | | | |
| 20    | Autre : - La ligne 20 est la ligne 316 du réseau départemental des Lignes de Haute-Alsace en intégration tarifaire à l'intérieur du réseau TRACE. | | | | | | | | |
| 20    | Dernière actualisation : — | | | | | | | | |
| 21    | Gare ⥋ Andolsheim — Primevères (↔ Balgau, hors intégration tarifaire) | Gare ⥋ Andolsheim — Primevères (↔ Balgau, hors intégration tarifaire)                                                                              | Gare ⥋ Andolsheim — Primevères (↔ Balgau, hors intégration tarifaire)                                                                              | Gare ⥋ Andolsheim — Primevères (↔ Balgau, hors intégration tarifaire)                                                                              | Gare ⥋ Andolsheim — Primevères (↔ Balgau, hors intégration tarifaire)                                                                              | Gare ⥋ Andolsheim — Primevères (↔ Balgau, hors intégration tarifaire)                                                                              | Gare ⥋ Andolsheim — Primevères (↔ Balgau, hors intégration tarifaire)                                                                              | Gare ⥋ Andolsheim — Primevères (↔ Balgau, hors intégration tarifaire)                                                                              | Gare ⥋ Andolsheim — Primevères (↔ Balgau, hors intégration tarifaire)                                                                              |
| 21    | Ouverture / Fermeture 5 juillet 2010 / — | Longueur — | Durée — | Nb. d’arrêts 18 | Matériel — | Jours de fonctionnement L, Ma, Me, J, V, S | Jour / Soir / Nuit / Fêtes O / N / N / N | Voy. / an — | Exploitant Kunegel |
| 21    | Desserte : - Communes desservies : Colmar, Horbourg-Wihr, Andolsheim - Principaux arrêts desservis : Gare • Préfecture • Théâtre • Campus Universitaire • Horbourg-Wihr Mairie • Horbourg-Wihr - Place du 1er février • Romains • Andolsheim Centre • Andolsheim - Primevères | | | | | | | | |
| 21    | Autre : - La ligne 21 est la ligne 301 du réseau départemental des Lignes de Haute-Alsace en intégration tarifaire à l'intérieur du réseau TRACE. - Certains services ne desservent aucun arrêt entre Gare et Cosaques. | | | | | | | | |
| 21    | Dernière actualisation : — | | | | | | | | |
| 22    | Théâtre ⥋ Sainte-Croix-en-Plaine — Forêt Noire (↔ Mulhouse, hors intégration tarifaire) | Théâtre ⥋ Sainte-Croix-en-Plaine — Forêt Noire (↔ Mulhouse, hors intégration tarifaire)                                                            | Théâtre ⥋ Sainte-Croix-en-Plaine — Forêt Noire (↔ Mulhouse, hors intégration tarifaire)                                                            | Théâtre ⥋ Sainte-Croix-en-Plaine — Forêt Noire (↔ Mulhouse, hors intégration tarifaire)                                                            | Théâtre ⥋ Sainte-Croix-en-Plaine — Forêt Noire (↔ Mulhouse, hors intégration tarifaire)                                                            | Théâtre ⥋ Sainte-Croix-en-Plaine — Forêt Noire (↔ Mulhouse, hors intégration tarifaire)                                                            | Théâtre ⥋ Sainte-Croix-en-Plaine — Forêt Noire (↔ Mulhouse, hors intégration tarifaire)                                                            | Théâtre ⥋ Sainte-Croix-en-Plaine — Forêt Noire (↔ Mulhouse, hors intégration tarifaire)                                                            | Théâtre ⥋ Sainte-Croix-en-Plaine — Forêt Noire (↔ Mulhouse, hors intégration tarifaire)                                                            |
| 22    | Ouverture / Fermeture 5 juillet 2010 / — | Longueur — | Durée — | Nb. d’arrêts 17 | Matériel — | Jours de fonctionnement L, Ma, Me, J, V, S | Jour / Soir / Nuit / Fêtes O / N / N / N | Voy. / an — | Exploitant — |
| 22    | Desserte : - Communes desservies : Colmar, Sainte-Croix-en-Plaine - Principaux arrêts desservis : Théâtre • Préfecture • Gare • Cour d'Appel • Musée des Usines Municipales • Maison de l'Agriculture • Ancienne Gare • Sainte-Croix-en-Plaine - Mairie • Sainte-Croix-en-Plaine - Forêt Noire | | | | | | | | |
| 22    | Autre : - La ligne 22 est la ligne 437 du réseau départemental des Lignes de Haute-Alsace en intégration tarifaire à l'intérieur du réseau TRACE. - Certains services ne desservent pas les arrêts entre Théâtre et Gare. - En dehors des horaires de passage, la commune de Sainte-Croix-en-Plaine est couverte par le service à la demande Flexi'Trace.                                                                                   | | | | | | | | |
| 22    | Dernière actualisation : — | | | | | | | | |
| 23    | Théâtre ⥋ Sundhoffen — Centre (↔ Neuf-Brisach, hors intégration tarifaire) - Zone Artisanale | Théâtre ⥋ Sundhoffen — Centre (↔ Neuf-Brisach, hors intégration tarifaire) - Zone Artisanale                                                       | Théâtre ⥋ Sundhoffen — Centre (↔ Neuf-Brisach, hors intégration tarifaire) - Zone Artisanale                                                       | Théâtre ⥋ Sundhoffen — Centre (↔ Neuf-Brisach, hors intégration tarifaire) - Zone Artisanale                                                       | Théâtre ⥋ Sundhoffen — Centre (↔ Neuf-Brisach, hors intégration tarifaire) - Zone Artisanale                                                       | Théâtre ⥋ Sundhoffen — Centre (↔ Neuf-Brisach, hors intégration tarifaire) - Zone Artisanale                                                       | Théâtre ⥋ Sundhoffen — Centre (↔ Neuf-Brisach, hors intégration tarifaire) - Zone Artisanale                                                       | Théâtre ⥋ Sundhoffen — Centre (↔ Neuf-Brisach, hors intégration tarifaire) - Zone Artisanale                                                       | Théâtre ⥋ Sundhoffen — Centre (↔ Neuf-Brisach, hors intégration tarifaire) - Zone Artisanale                                                       |
| 23    | Ouverture / Fermeture 5 juillet 2010 / — | Longueur — | Durée — | Nb. d’arrêts 16 | Matériel Agora S GNV | Jours de fonctionnement L, Ma, Me, J, V, S | Jour / Soir / Nuit / Fêtes O / N / N / N | Voy. / an — | Exploitant Kunegel / STUCE |
| 23    | Desserte : - Communes desservies : Colmar, Sundhoffen - Principaux arrêts desservis : Théâtre • Préfecture • Gare • Cour d'Appel • Sundhoffen - Centre | | | | | | | | |
| 23    | Autre : - Certains services de la ligne 23 sont de la ligne 326 du réseau départemental des Lignes de Haute-Alsace en intégration tarifaire à l'intérieur du réseau TRACE. - Certains services ne desservent pas les arrêts entre Théâtre et Gare. - Depuis le 3 janvier 2012 la ligne dessert les arrêts Sundhoffen ZA, Muguets et Sundhoffen Gare et Observatoire de la Nature. Certains services sont desservis par des bus de ville.    | | | | | | | | |
| 23    | Dernière actualisation : — | | | | | | | | |
| 24    | Gare ⥋ Riedwihr — Place de l'École / Grussenheim — École (↔ Ohnenheim, hors intégration tarifaire) | Gare ⥋ Riedwihr — Place de l'École / Grussenheim — École (↔ Ohnenheim, hors intégration tarifaire)                                                 | Gare ⥋ Riedwihr — Place de l'École / Grussenheim — École (↔ Ohnenheim, hors intégration tarifaire)                                                 | Gare ⥋ Riedwihr — Place de l'École / Grussenheim — École (↔ Ohnenheim, hors intégration tarifaire)                                                 | Gare ⥋ Riedwihr — Place de l'École / Grussenheim — École (↔ Ohnenheim, hors intégration tarifaire)                                                 | Gare ⥋ Riedwihr — Place de l'École / Grussenheim — École (↔ Ohnenheim, hors intégration tarifaire)                                                 | Gare ⥋ Riedwihr — Place de l'École / Grussenheim — École (↔ Ohnenheim, hors intégration tarifaire)                                                 | Gare ⥋ Riedwihr — Place de l'École / Grussenheim — École (↔ Ohnenheim, hors intégration tarifaire)                                                 | Gare ⥋ Riedwihr — Place de l'École / Grussenheim — École (↔ Ohnenheim, hors intégration tarifaire)                                                 |
| 24    | Ouverture / Fermeture 5 juillet 2010 / — | Longueur — | Durée — | Nb. d’arrêts 34 | Matériel — | Jours de fonctionnement L, Ma, Me, J, V, S | Jour / Soir / Nuit / Fêtes O / N / N / N | Voy. / an — | Exploitant Kunegel |
| 24    | Desserte : - Communes desservies : Colmar, Holtzwihr, Wickerschwihr, Bischwihr, Riedwihr, Muntzenheim, Jebsheim, Grussenheim - Principaux arrêts desservis : Gare • Préfecture • Théâtre • Cimetière du Ladhof • Holtzwihr Mairie • Wickerschwihr Mairie • Riedwihr - Place de l'École • Bischwihr Mairie • Bischwihr Centre • Collège de Fortschwihr • Muntzenheim Poste • Jebsheim Mairie • Grussenheim École                             | | | | | | | | |
| 24    | Autre : - La ligne 24 correspond aux lignes 318 et 346 du réseau départemental des Lignes de Haute-Alsace en intégration tarifaire à l'intérieur du réseau TRACE. - En dehors des horaires de passage, la commune de Jebsheim est couverte par le service à la demande Flexi'Trace. | | | | | | | | |
| 24    | Dernière actualisation : — | | | | | | | | |
| 25    | Gare ⥋ Ingersheim — Florimont / Trois-Épis - Centre (↔ Labaroche, hors intégration tarifaire) / Walbach (↔ Soultzeren, hors intégration tarifaire) | Gare ⥋ Ingersheim — Florimont / Trois-Épis - Centre (↔ Labaroche, hors intégration tarifaire) / Walbach (↔ Soultzeren, hors intégration tarifaire) | Gare ⥋ Ingersheim — Florimont / Trois-Épis - Centre (↔ Labaroche, hors intégration tarifaire) / Walbach (↔ Soultzeren, hors intégration tarifaire) | Gare ⥋ Ingersheim — Florimont / Trois-Épis - Centre (↔ Labaroche, hors intégration tarifaire) / Walbach (↔ Soultzeren, hors intégration tarifaire) | Gare ⥋ Ingersheim — Florimont / Trois-Épis - Centre (↔ Labaroche, hors intégration tarifaire) / Walbach (↔ Soultzeren, hors intégration tarifaire) | Gare ⥋ Ingersheim — Florimont / Trois-Épis - Centre (↔ Labaroche, hors intégration tarifaire) / Walbach (↔ Soultzeren, hors intégration tarifaire) | Gare ⥋ Ingersheim — Florimont / Trois-Épis - Centre (↔ Labaroche, hors intégration tarifaire) / Walbach (↔ Soultzeren, hors intégration tarifaire) | Gare ⥋ Ingersheim — Florimont / Trois-Épis - Centre (↔ Labaroche, hors intégration tarifaire) / Walbach (↔ Soultzeren, hors intégration tarifaire) | Gare ⥋ Ingersheim — Florimont / Trois-Épis - Centre (↔ Labaroche, hors intégration tarifaire) / Walbach (↔ Soultzeren, hors intégration tarifaire) |
| 25    | Ouverture / Fermeture 5 juillet 2010 / — | Longueur — | Durée — | Nb. d’arrêts 33 | Matériel — | Jours de fonctionnement L, Ma, Me, J, V, S | Jour / Soir / Nuit / Fêtes O / N / N / N | Voy. / an — | Exploitant Kunegel |
| 25    | Desserte : - Communes desservies : Colmar, Ingersheim, Turckheim, Niedermorschwihr, Zimmerbach, Walbach, Trois-Épis - Principaux arrêts desservis : Gare • Préfecture • Théâtre • Pont Rouge • Poudrière • Ingersheim Centre • Ingersheim – Florimont • Turckheim - Brand - Niedermorschwihr Mairie - Hunabuhl Haut - Trois-Épis Centre • Turckheim - Cité Turenne - Zimmerbach - Walbach                                                   | | | | | | | | |
| 25    | Autre : - La ligne 25 est la ligne 157 du réseau départemental des Lignes de Haute-Alsace en intégration tarifaire à l'intérieur du réseau TRACE. - Depuis le 3 janvier 2012, la ligne 25 dessert les communes de Niedermorschwihr, Zimmerbach et Walbach. - Depuis le 3 septembre 2012, la ligne 25 dessert la commune des Trois-Épis après Hunabuhl                                                                                       | | | | | | | | |
| 25    | Dernière actualisation : — | | | | | | | | |
| 26    | Théâtre ⥋ Wettolsheim — Square Floranc (↔ Eguisheim ↔ Obermorschwihr, hors intégration tarifaire) - Herrlisheim-près-Colmar - Vignoble | Théâtre ⥋ Wettolsheim — Square Floranc (↔ Eguisheim ↔ Obermorschwihr, hors intégration tarifaire) - Herrlisheim-près-Colmar - Vignoble             | Théâtre ⥋ Wettolsheim — Square Floranc (↔ Eguisheim ↔ Obermorschwihr, hors intégration tarifaire) - Herrlisheim-près-Colmar - Vignoble             | Théâtre ⥋ Wettolsheim — Square Floranc (↔ Eguisheim ↔ Obermorschwihr, hors intégration tarifaire) - Herrlisheim-près-Colmar - Vignoble             | Théâtre ⥋ Wettolsheim — Square Floranc (↔ Eguisheim ↔ Obermorschwihr, hors intégration tarifaire) - Herrlisheim-près-Colmar - Vignoble             | Théâtre ⥋ Wettolsheim — Square Floranc (↔ Eguisheim ↔ Obermorschwihr, hors intégration tarifaire) - Herrlisheim-près-Colmar - Vignoble             | Théâtre ⥋ Wettolsheim — Square Floranc (↔ Eguisheim ↔ Obermorschwihr, hors intégration tarifaire) - Herrlisheim-près-Colmar - Vignoble             | Théâtre ⥋ Wettolsheim — Square Floranc (↔ Eguisheim ↔ Obermorschwihr, hors intégration tarifaire) - Herrlisheim-près-Colmar - Vignoble             | Théâtre ⥋ Wettolsheim — Square Floranc (↔ Eguisheim ↔ Obermorschwihr, hors intégration tarifaire) - Herrlisheim-près-Colmar - Vignoble             |
| 26    | Ouverture / Fermeture 5 juillet 2010 / — | Longueur — | Durée — | Nb. d’arrêts 19 | Matériel — | Jours de fonctionnement L, Ma, Me, J, V, S | Jour / Soir / Nuit / Fêtes O / N / N / N | Voy. / an — | Exploitant Pauli |
| 26    | Desserte : - Communes desservies : Colmar, Wettolsheim - Principaux arrêts desservis : Théâtre • Préfecture • Gare • Biopôle • Halte de Wettolsheim • Wettolsheim Mairie • Wettolsheim - Square Floranc • Herrlisheim - Vigoble | | | | | | | | |
| 26    | Autre : - La ligne 26 est la ligne 208 du réseau départemental des Lignes de Haute-Alsace en intégration tarifaire à l'intérieur du réseau TRACE. - Depuis le 3 janvier 2012, la ligne 26 dessert la commune d'Herrlisheim-près-Colmar. - Certains services ne desservent pas les arrêts entre Gare Ouest et Batteuse. - En dehors des horaires de passage, la commune de Wettolsheim est couverte par le service à la demande Flexi'Trace. | | | | | | | | |
| 26    | Dernière actualisation : — | | | | | | | | |

#### Lignes du dimanche et jours fériés
| Ligne | Caractéristiques | Caractéristiques                                                                   | Caractéristiques                                                                   | Caractéristiques                                                                   | Caractéristiques                                                                   | Caractéristiques                                                                   | Caractéristiques                                                                   | Caractéristiques                                                                   | Caractéristiques                                                                   |
| A     | Europe ⥋ Théâtre / Horbourg-Wihr — Place du 1er février / Horbourg-Wihr — Pommiers | Europe ⥋ Théâtre / Horbourg-Wihr — Place du 1er février / Horbourg-Wihr — Pommiers | Europe ⥋ Théâtre / Horbourg-Wihr — Place du 1er février / Horbourg-Wihr — Pommiers | Europe ⥋ Théâtre / Horbourg-Wihr — Place du 1er février / Horbourg-Wihr — Pommiers | Europe ⥋ Théâtre / Horbourg-Wihr — Place du 1er février / Horbourg-Wihr — Pommiers | Europe ⥋ Théâtre / Horbourg-Wihr — Place du 1er février / Horbourg-Wihr — Pommiers | Europe ⥋ Théâtre / Horbourg-Wihr — Place du 1er février / Horbourg-Wihr — Pommiers | Europe ⥋ Théâtre / Horbourg-Wihr — Place du 1er février / Horbourg-Wihr — Pommiers | Europe ⥋ Théâtre / Horbourg-Wihr — Place du 1er février / Horbourg-Wihr — Pommiers |
| ----- | --- | ---------------------------------------------------------------------------------- | ---------------------------------------------------------------------------------- | ---------------------------------------------------------------------------------- | ---------------------------------------------------------------------------------- | ---------------------------------------------------------------------------------- | ---------------------------------------------------------------------------------- | ---------------------------------------------------------------------------------- | ---------------------------------------------------------------------------------- |
| A     | Ouverture / Fermeture 5 juillet 2010 / 31 août 2024 | Longueur —                                                                         | Durée —                                                                            | Nb. d’arrêts 23/27                                                                 | Matériel —                                                                         | Jours de fonctionnement D                                                          | Jour / Soir / Nuit / Fêtes O / N / N / O                                           | Voy. / an —                                                                        | Exploitant STUCE                                                                   |
| A     | Desserte : - Communes desservies (au 2 novembre 2010) : Colmar, Horbourg-Wihr - Principaux arrêts desservis (au 2 novembre 2010) : Europe • Hôpital Pasteur • Gare • Préfecture • Théâtre • Campus Universitaire • Horbourg-Wihr Mairie • Horbourg-Wihr - Place du 1er février • Wihr Mairie • Horbourg-Wihr - Pommiers |                                                                                    |                                                                                    |                                                                                    |                                                                                    |                                                                                    |                                                                                    |                                                                                    |                                                                                    |
| A     | Autre : - Le matin et le soir, la ligne A ne dessert que les arrêts entre Europe et Théâtre. - Deux services l'après-midi effectuent leur terminus à Horbourg-Wihr - Pommiers. - Les dimanches avant Noël : - Lors des quatre dimanches avant Noël, la STUCE met en place un réseau spécial. - La ligne A cohabite avec les lignes de semaine et est réduite au trajet entre Europe et Théâtre et fonctionne le matin et le soir.                                 |                                                                                    |                                                                                    |                                                                                    |                                                                                    |                                                                                    |                                                                                    |                                                                                    |                                                                                    |
| A     | Dernière actualisation : — |                                                                                    |                                                                                    |                                                                                    |                                                                                    |                                                                                    |                                                                                    |                                                                                    |                                                                                    |
| B     | Ingersheim — Place du Général de Gaulle ⥋ Colmar — Hôpital Schweitzer | Ingersheim — Place du Général de Gaulle ⥋ Colmar — Hôpital Schweitzer              | Ingersheim — Place du Général de Gaulle ⥋ Colmar — Hôpital Schweitzer              | Ingersheim — Place du Général de Gaulle ⥋ Colmar — Hôpital Schweitzer              | Ingersheim — Place du Général de Gaulle ⥋ Colmar — Hôpital Schweitzer              | Ingersheim — Place du Général de Gaulle ⥋ Colmar — Hôpital Schweitzer              | Ingersheim — Place du Général de Gaulle ⥋ Colmar — Hôpital Schweitzer              | Ingersheim — Place du Général de Gaulle ⥋ Colmar — Hôpital Schweitzer              | Ingersheim — Place du Général de Gaulle ⥋ Colmar — Hôpital Schweitzer              |
| B     | Ouverture / Fermeture 5 juillet 2010 / 31 août 2024 | Longueur —                                                                         | Durée —                                                                            | Nb. d’arrêts 22                                                                    | Matériel —                                                                         | Jours de fonctionnement D                                                          | Jour / Soir / Nuit / Fêtes O / N / N / O                                           | Voy. / an —                                                                        | Exploitant STUCE                                                                   |
| B     | Desserte : - Communes desservies (au 2 novembre 2010) : Colmar, Ingersheim - Principaux arrêts desservis (au 2 novembre 2010) : Ingersheim – Place du Général de Gaulle • Hirn • Poudrière • Pont Rouge • Manufacture • Théâtre • Préfecture • Gare • Cour d'appel • Michelet • Colmar – Hôpital Schweitzer |                                                                                    |                                                                                    |                                                                                    |                                                                                    |                                                                                    |                                                                                    |                                                                                    |                                                                                    |
| B     | Autre : - La ligne B ne fonctionne pas le matin. - Deux services par jour ne desservent pas les arrêts entre Théâtre et Hôpital Schweitzer. - Les dimanches avant Noël : - Lors des quatre dimanches avant Noël, la STUCE met en place un réseau spécial. - La ligne B cohabite avec les lignes de semaine et garde son itinéraire normal et fonctionne l'après-midi.                                                                                             |                                                                                    |                                                                                    |                                                                                    |                                                                                    |                                                                                    |                                                                                    |                                                                                    |                                                                                    |
| B     | Dernière actualisation : — |                                                                                    |                                                                                    |                                                                                    |                                                                                    |                                                                                    |                                                                                    |                                                                                    |                                                                                    |
| C     | Wintzenheim — Chapelle ⥋ Colmar Ladhof / Base Nautique Colmar - Houssen | Wintzenheim — Chapelle ⥋ Colmar Ladhof / Base Nautique Colmar - Houssen            | Wintzenheim — Chapelle ⥋ Colmar Ladhof / Base Nautique Colmar - Houssen            | Wintzenheim — Chapelle ⥋ Colmar Ladhof / Base Nautique Colmar - Houssen            | Wintzenheim — Chapelle ⥋ Colmar Ladhof / Base Nautique Colmar - Houssen            | Wintzenheim — Chapelle ⥋ Colmar Ladhof / Base Nautique Colmar - Houssen            | Wintzenheim — Chapelle ⥋ Colmar Ladhof / Base Nautique Colmar - Houssen            | Wintzenheim — Chapelle ⥋ Colmar Ladhof / Base Nautique Colmar - Houssen            | Wintzenheim — Chapelle ⥋ Colmar Ladhof / Base Nautique Colmar - Houssen            |
| C     | Ouverture / Fermeture 5 juillet 2010 / 31 août 2024 | Longueur —                                                                         | Durée —                                                                            | Nb. d’arrêts 31/35                                                                 | Matériel —                                                                         | Jours de fonctionnement D                                                          | Jour / Soir / Nuit / Fêtes O / N / N / O                                           | Voy. / an —                                                                        | Exploitant STUCE                                                                   |
| C     | Desserte : - Communes desservies (au 2 novembre 2010) : Colmar, Wintzenheim - Principaux arrêts desservis (au 5 septembre 2011) : Wintzenheim – Chapelle • Wintzenheim Mairie • Halte de Wettolsheim • Europe • Hôpital Pasteur • Gare • Préfecture • Théâtre • Vauban • Colmar Ladhof • Base Nautique Colmar - Houssen |                                                                                    |                                                                                    |                                                                                    |                                                                                    |                                                                                    |                                                                                    |                                                                                    |                                                                                    |
| C     | Autre : - Trois services par jour ne desservent pas les arrêts entre Théâtre et Wintzenheim – Chapelle. - En juillet et août, la ligne est prolongée jusqu'à l'arrêt Base Nautique Colmar - Houssen. - Les dimanches avant Noël : - Lors des quatre dimanches avant Noël, la STUCE met en place un réseau spécial. - La ligne C cohabite avec les lignes de semaine et son trajet est réduit à la section entre Europe et Colmar - Ladhof et fonctionne le matin. |                                                                                    |                                                                                    |                                                                                    |                                                                                    |                                                                                    |                                                                                    |                                                                                    |                                                                                    |
| C     | Dernière actualisation : — |                                                                                    |                                                                                    |                                                                                    |                                                                                    |                                                                                    |                                                                                    |                                                                                    |                                                                                    |

### Lignes scolaires

#### Présentation
En plus des lignes régulières, la STUCE met a dispositions des collégiens et lycéens des lignes scolaires aux horaires adaptées à chaque établissement.

#### Services spéciaux de la cité scolaire Lazare de Schwendi
| N°  | Parcours                                                                                        | Jours de fonctionnement |
| --- | ----------------------------------------------------------------------------------------------- | ----------------------- |
| 110 | Trajet 1 aller : Forge → Cité Scolaire Lazare de Schwendi                                       | L, Ma, Me, J, V         |
| 110 | Trajet 2 aller : Gare → Cité Scolaire Lazare de Schwendi                                        | L, Ma, Me, J, V         |
| 110 | Trajet 3 aller variante 1 : Fortschwihr Étangs → Cité Scolaire Lazare de Schwendi               | L, Ma, Me, J, V         |
| 110 | Trajet 3 aller variante 2 : Théâtre → Pont Rouge → Poudrière → Cité Scolaire Lazare de Schwendi | L, Ma, J, V             |
| 110 | Trajet 4 aller : Théâtre → Pont Rouge → Cité Scolaire Lazare de Schwendi                        | L, Ma, Me, J, V         |
| 110 | Trajet 5 aller/retour : Europe → Cité Scolaire Lazare de Schwendi                               | L, Ma, J, V             |
| 110 | Trajet 6 aller : Théâtre → Pont Rouge → Europe → Poudrière → Cité Scolaire Lazare de Schwendi   | Me                      |
| 110 | Tracé 3 retour variante 1 : Cité Scolaire Lazare de Schwendi → Poudrière → Pont Rouge → Théâtre | L, Ma, Me, J, V         |
| 110 | Tracé 3 retour variante 2 : Cité Scolaire Lazare de Schwendi → Poudrière → Pont Rouge → Théâtre | L, Ma, J, V             |
| 110 | Trajet 7 retour : Cité Scolaire Lazare de Schwendi → Poudrière → Luxembourg → Théâtre           | L, Ma, Me, J, V         |
| 110 | Trajet 8 retour : Cité Scolaire Lazare de Schwendi → Poudrière → Luxembourg → Gare → Théâtre    | L, Ma, Me, J, V         |

#### Services spéciaux du collège Berlioz
| N°  | Parcours                                                   | Jours de fonctionnement |
| --- | ---------------------------------------------------------- | ----------------------- |
| 120 | Tracé 1 aller : Théâtre → Collège Berlioz                  | L, Ma, Me, J, V         |
| 120 | Tracé 2 aller : Fleischhauer → Collège Berlioz             | L, Ma, Me, J, V         |
| 120 | Tracé 3 aller : Houssen ZAC du Mariafeld – Collège Berlioz | L, Ma, Me, J, V         |
| 120 | Tracé 4 aller : Théâtre → Collège Berlioz                  | L, Ma, J, V             |
| 120 | Tracé 3 retour : Collège Berlioz → Houssen Centre          | L, Ma, Me, J, V         |
| 120 | Tracé 4 retour : Collège Berlioz → Fleischhauer            | L, Ma, Me, J, V         |

#### Services spéciaux du lycée du Pflixbourg
| N°  | Parcours                         | Jours de fonctionnement     |
| --- | -------------------------------- | --------------------------- |
| 130 | Trajet aller : Gare → St Gilles  | L (ou jour de rentrée)      |
| 130 | Trajet retour : St Gilles → Gare | V (et veilles de vancances) |

#### Services spéciaux du collège Prévert
| N°  | Parcours                                  | Jours de fonctionnement     |
| --- | ----------------------------------------- | --------------------------- |
| 140 | Trajet retour : Collège Prévert → Théâtre | V (et veilles de vancances) |

#### Services spéciaux dulycée Camille-Sée
| N°  | Parcours                                                                       | Jours de fonctionnement |
| --- | ------------------------------------------------------------------------------ | ----------------------- |
| 150 | Tracé 1 aller : Wettolsheim Mairie → Lycée Camille Sée Gymnase                 | L, Ma, Me, J, V, S      |
| 150 | Tracé 2 aller : Wintzenheim Chapelle → Lycée Camille Sée Gymnase               | L, Ma, Me, J, V         |
| 150 | Tracé 3 aller : Théâtre → Lycée Camille Sée Gymnase                            | L, Ma, Me, J, V         |
| 150 | Tracé 4 retour : Lycée Camille Sée → Wintzenheim St Gilles                     | L, Ma, J, V, S          |
| 150 | Tracé 5 retour : Lycée Camille Sée → Wettolsheim Mairie → Wintzenheim Chapelle | L, Ma, J, V, S          |
| 150 | Tracé 6 retour : Lycée Camille Sée → Théâtre                                   | Me, S                   |

#### Services spéciaux du lycée Blaise-Pascal
| N°  | Parcours                                                   | Jours de fonctionnement |
| --- | ---------------------------------------------------------- | ----------------------- |
| 170 | Tracé 1 aller : Wettolsheim Mairie → Pont Rouge            | L, Ma, Me, J, V, S      |
| 170 | Tracé 2 aller : Wintzenheim Chapelle → Lycée Blaise Pascal | L, Ma, Me, J, V         |
| 170 | Tracé 3 aller : Théâtre → Pont Rouge                       | L, Ma, Me, J, V         |
| 170 | Tracé 4 aller : 4Fortschwihr Mairie → Pont Rouge           | L, Ma, Me, J, V         |

### Lignes spéciales

#### Présentation
En plus des lignes régulières lors de certains évènements, la STUCE met en place des lignes spéciales comme la ligne E qui assure la desserte de parc des expositions ou les quatre navettes gratuites de la foire aux vins d'Alsace ou encore pour la liaison Parc Relais à la place Scheurer Kestner.

#### Lignes évènementielles
| Ligne | Caractéristiques | Caractéristiques                                                  | Caractéristiques                                                  | Caractéristiques                                                  | Caractéristiques                                                  | Caractéristiques                                                  | Caractéristiques                                                  | Caractéristiques                                                  | Caractéristiques                                                  |
| E     | Gare ⥋ Parc des Expositions | Gare ⥋ Parc des Expositions                                       | Gare ⥋ Parc des Expositions                                       | Gare ⥋ Parc des Expositions                                       | Gare ⥋ Parc des Expositions                                       | Gare ⥋ Parc des Expositions                                       | Gare ⥋ Parc des Expositions                                       | Gare ⥋ Parc des Expositions                                       | Gare ⥋ Parc des Expositions                                       |
| ----- | --- | ----------------------------------------------------------------- | ----------------------------------------------------------------- | ----------------------------------------------------------------- | ----------------------------------------------------------------- | ----------------------------------------------------------------- | ----------------------------------------------------------------- | ----------------------------------------------------------------- | ----------------------------------------------------------------- |
| E     | Ouverture / Fermeture 5 juillet 2010 / — | Longueur —                                                        | Durée —                                                           | Nb. d’arrêts 10                                                   | Matériel Agora S / Mercedes-Benz Citaro C1 FL                     | Jours de fonctionnement L, Ma, Me, J, V, S, D (variable)          | Jour / Soir / Nuit / Fêtes O / O / N / O                          | Voy. / an —                                                       | Exploitant STUCE                                                  |
| E     | Desserte : - Communes desservies (au 2 novembre 2010) : Colmar - Principaux arrêts desservis (au 2 novembre 2010) : Gare • Préfecture • Théâtre • Parc des Expositions |                                                                   |                                                                   |                                                                   |                                                                   |                                                                   |                                                                   |                                                                   |                                                                   |
| E     | Autre : - Les jours et horaires de fonctionnement varient en fonction des manifestations organisées au Parc des expositions. - Durant la foire aux vins d'Alsace, la ligne E fonctionne en journée uniquement pour assurer l'accès à la foire.                                                                 |                                                                   |                                                                   |                                                                   |                                                                   |                                                                   |                                                                   |                                                                   |                                                                   |
| E     | Dernière actualisation : — |                                                                   |                                                                   |                                                                   |                                                                   |                                                                   |                                                                   |                                                                   |                                                                   |
| N     | Navette nocturne — Europe | Navette nocturne — Europe                                         | Navette nocturne — Europe                                         | Navette nocturne — Europe                                         | Navette nocturne — Europe                                         | Navette nocturne — Europe                                         | Navette nocturne — Europe                                         | Navette nocturne — Europe                                         | Navette nocturne — Europe                                         |
| N     | Foire aux vins ⥋ Europe |                                                                   |                                                                   |                                                                   |                                                                   |                                                                   |                                                                   |                                                                   |                                                                   |
| N     | Ouverture / Fermeture 5 juillet 2010 / — | Longueur —                                                        | Durée —                                                           | Nb. d’arrêts 28                                                   | Matériel Agora S                                                  | Jours de fonctionnement L, Ma, Me, J, V, S, D (variable)          | Jour / Soir / Nuit / Fêtes N / O / N / O                          | Voy. / an —                                                       | Exploitant STUCE                                                  |
| N     | Desserte : - Communes desservies (au 2 novembre 2010) : Colmar - Principaux arrêts desservis (au 2 novembre 2010) : Foire aux Vins • Cité administrative • Théâtre • Préfecture • Gare • Europe • Poudrière |                                                                   |                                                                   |                                                                   |                                                                   |                                                                   |                                                                   |                                                                   |                                                                   |
| N     | Autre : - Les jours et horaires de fonctionnement varient en fonction du calendrier, cette navette est devenue payante depuis 2015. - La ligne circule dans les deux sens. |                                                                   |                                                                   |                                                                   |                                                                   |                                                                   |                                                                   |                                                                   |                                                                   |
| N     | Dernière actualisation : — |                                                                   |                                                                   |                                                                   |                                                                   |                                                                   |                                                                   |                                                                   |                                                                   |
| N     | Navette nocturne — Horbourg - Wihr | Navette nocturne — Horbourg - Wihr                                | Navette nocturne — Horbourg - Wihr                                | Navette nocturne — Horbourg - Wihr                                | Navette nocturne — Horbourg - Wihr                                | Navette nocturne — Horbourg - Wihr                                | Navette nocturne — Horbourg - Wihr                                | Navette nocturne — Horbourg - Wihr                                | Navette nocturne — Horbourg - Wihr                                |
| N     | Foire aux vins ⥋ Horbourg-Wihr — Pommiers |                                                                   |                                                                   |                                                                   |                                                                   |                                                                   |                                                                   |                                                                   |                                                                   |
| N     | Ouverture / Fermeture 5 juillet 2010 / — | Longueur —                                                        | Durée —                                                           | Nb. d’arrêts 20                                                   | Matériel Agora S                                                  | Jours de fonctionnement L, Ma, Me, J, V, S, D (variable)          | Jour / Soir / Nuit / Fêtes N / O / N / O                          | Voy. / an —                                                       | Exploitant STUCE                                                  |
| N     | Desserte : - Communes desservies (au 2 novembre 2010) : Colmar, Horbourg-Wihr - Principaux arrêts desservis (au 2 novembre 2010) : Foire aux Vins • Cimetière Ladhof • Campus universitaire • Place du 1er février • Wihr Mairie • Horbourg-Wihr - Pommiers                                                    |                                                                   |                                                                   |                                                                   |                                                                   |                                                                   |                                                                   |                                                                   |                                                                   |
| N     | Autre : - Les jours et horaires de fonctionnement varient en fonction du calendrier, cette navette est devenue payante depuis 2015.. - La ligne circule dans les deux sens. |                                                                   |                                                                   |                                                                   |                                                                   |                                                                   |                                                                   |                                                                   |                                                                   |
| N     | Dernière actualisation : — |                                                                   |                                                                   |                                                                   |                                                                   |                                                                   |                                                                   |                                                                   |                                                                   |
| N     | Navette nocturne — Wintzenheim | Navette nocturne — Wintzenheim                                    | Navette nocturne — Wintzenheim                                    | Navette nocturne — Wintzenheim                                    | Navette nocturne — Wintzenheim                                    | Navette nocturne — Wintzenheim                                    | Navette nocturne — Wintzenheim                                    | Navette nocturne — Wintzenheim                                    | Navette nocturne — Wintzenheim                                    |
| N     | Foire aux vins ⥋ Wintzenheim — Place des fêtes |                                                                   |                                                                   |                                                                   |                                                                   |                                                                   |                                                                   |                                                                   |                                                                   |
| N     | Ouverture / Fermeture 5 juillet 2010 / — | Longueur —                                                        | Durée —                                                           | Nb. d’arrêts 19                                                   | Matériel Agora S                                                  | Jours de fonctionnement L, Ma, Me, J, V, S, D (variable)          | Jour / Soir / Nuit / Fêtes N / O / N / O                          | Voy. / an —                                                       | Exploitant STUCE                                                  |
| N     | Desserte : - Communes desservies (au 2 novembre 2010) : Colmar, Wintzenheim - Principaux arrêts desservis (au 2 novembre 2010) : Foire aux Vins • Scheurer Kestner • Honhack • Halte de Wettolsheim • Wintzenheim - Place des fêtes                                                                            |                                                                   |                                                                   |                                                                   |                                                                   |                                                                   |                                                                   |                                                                   |                                                                   |
| N     | Autre : - Les jours et horaires de fonctionnement varient en fonction du calendrier, cette navette est devenue payante depuis 2015. - La ligne circule dans les deux sens. |                                                                   |                                                                   |                                                                   |                                                                   |                                                                   |                                                                   |                                                                   |                                                                   |
| N     | Dernière actualisation : — |                                                                   |                                                                   |                                                                   |                                                                   |                                                                   |                                                                   |                                                                   |                                                                   |
| N     | Navette spéciale « Nuit blanche » | Navette spéciale « Nuit blanche »                                 | Navette spéciale « Nuit blanche »                                 | Navette spéciale « Nuit blanche »                                 | Navette spéciale « Nuit blanche »                                 | Navette spéciale « Nuit blanche »                                 | Navette spéciale « Nuit blanche »                                 | Navette spéciale « Nuit blanche »                                 | Navette spéciale « Nuit blanche »                                 |
| N     | Foire aux vins ⥋ Europe |                                                                   |                                                                   |                                                                   |                                                                   |                                                                   |                                                                   |                                                                   |                                                                   |
| N     | Ouverture / Fermeture 5 juillet 2010 / — | Longueur —                                                        | Durée —                                                           | Nb. d’arrêts 17                                                   | Matériel Agora S                                                  | Jours de fonctionnement L, Ma, Me, J, V, S, D (variable)          | Jour / Soir / Nuit / Fêtes N / O / N / O                          | Voy. / an —                                                       | Exploitant STUCE                                                  |
| N     | Desserte : - Communes desservies (au 2 novembre 2010) : Colmar - Principaux arrêts desservis (au 2 novembre 2010) : Foire aux Vins • Théâtre • Préfecture • Gare • Europe |                                                                   |                                                                   |                                                                   |                                                                   |                                                                   |                                                                   |                                                                   |                                                                   |
| N     | Autre : - Les jours et horaires de fonctionnement varient en fonction du calendrier, cette navette ne circulant que le 11 août tôt le matin et est gratuite. - La ligne ne circule qu'en direction de l'arrêt Europe.                                                                                          |                                                                   |                                                                   |                                                                   |                                                                   |                                                                   |                                                                   |                                                                   |                                                                   |
| N     | Dernière actualisation : — |                                                                   |                                                                   |                                                                   |                                                                   |                                                                   |                                                                   |                                                                   |                                                                   |
| N     | Navette Parking Relais (Parc des Expositions) <> Scheurer Kestner | Navette Parking Relais (Parc des Expositions) <> Scheurer Kestner | Navette Parking Relais (Parc des Expositions) <> Scheurer Kestner | Navette Parking Relais (Parc des Expositions) <> Scheurer Kestner | Navette Parking Relais (Parc des Expositions) <> Scheurer Kestner | Navette Parking Relais (Parc des Expositions) <> Scheurer Kestner | Navette Parking Relais (Parc des Expositions) <> Scheurer Kestner | Navette Parking Relais (Parc des Expositions) <> Scheurer Kestner | Navette Parking Relais (Parc des Expositions) <> Scheurer Kestner |
| N     | Parking ⥋ Scheurer Kestner |                                                                   |                                                                   |                                                                   |                                                                   |                                                                   |                                                                   |                                                                   |                                                                   |
| N     | Ouverture / Fermeture 1er décembre 2012 / — | Longueur —                                                        | Durée —                                                           | Nb. d’arrêts 2                                                    | Matériel Mercedes-Benz Citaro G C1 FL                             | Jours de fonctionnement S, D (variable)                           | Jour / Soir / Nuit / Fêtes O / O / N / N                          | Voy. / an —                                                       | Exploitant STUCE                                                  |
| N     | Desserte : - Communes desservies (au 1er décembre 2012) : Colmar - Principaux arrêts desservis (au 1er décembre 2012) : Parking Relais • Scheurer Kestner |                                                                   |                                                                   |                                                                   |                                                                   |                                                                   |                                                                   |                                                                   |                                                                   |
| N     | Autre : - Cette navette est gratuite, elle circule uniquement le samedi de 9h30 à 23h et le dimanche de 9h30 à 21h30 les 4 derniers dimanches avant Noël. En 2014, les 6 derniers week-ends avant Noël sont desservis, soit pendant toute la période du marché de Noël. - La ligne circule dans les deux sens. |                                                                   |                                                                   |                                                                   |                                                                   |                                                                   |                                                                   |                                                                   |                                                                   |
| N     | Dernière actualisation : — |                                                                   |                                                                   |                                                                   |                                                                   |                                                                   |                                                                   |                                                                   |                                                                   |

### Transport à la demande

#### Présentation
Crée le 5 juillet 2010, le transport à la demande baptisé FlexiTrace a pour but de compléter les horaires des lignes d'autocars interurbaine par un service à la demande. Il permet de voyager en toute liberté sur simple réservation téléphonique préalable. La tarification est identique à celle en usage dans les lignes régulières du réseau. 

#### Desserte
Ce service fonctionne d’arrêt à arrêt dans les zones suivantes :
- Herrlisheim-près-Colmar, en complément de la ligne   26  ;
- Ingersheim Centre et Florimont, en complément de la ligne   25  ;
- Jebsheim, en complément de la ligne   24  ;
- Niedermorschwihr et Hunabuhl, en complément de la ligne   25  ;
- Sainte-Croix-en-Plaine, en complément de la ligne   22  ;
- Walbach, en complément de la ligne   25  ;
- Wettolsheim, en complément de la ligne   26  ;
- Zimmerbach, en complément de la ligne   25  ;
- Colmar - Quartier des Musiciens, en complément des lignes     2   passant par la rue du Ladhof, la ligne    4   passant par la Cité Administrative et la ligne    7   dessevant la route de Strasbourg.

## Les pôles de correspondances
Le réseau s'articule autour de quatre grand pôles d'échanges :
- Arrêt Théâtre : lignes    1     2     3     4     5     6     7     8   —   20   21   22   23   24   25   26  —    A     B     C   —    E   ;
- Arrêt Gare : lignes    1     3     4     5     7     8   —   20   21   22   23   24   25   26  —    A     B     C   —    E   ;
- Arrêt Place du 1er-Février : lignes    1     9   —   20   21  —    A   ;
- Arrêt Europe : lignes    1     3     8   —    A     C   ;

## Accessibilité
La Communauté d'Agglomération de Colmar en lien avec le Syndicat Intercommunal des Transports des environs de Colmar a approuvé son schéma directeur d'accessibilité du réseau de transports urbains le 2 octobre 2008.
Ce schéma établit un programme d'investissement de 10 millions d'euros étalé de 2009 à 2015.
La Communauté d'Agglomération assure la mise aux normes des quais du réseau en priorisant les lignes les plus fréquentées.   
En 2009, la ligne 1 (Europe <> Horbourg-Wihr) -ligne la plus fréquentée- a été mise aux normes, après la ligne 3 (Houssen <> Houssen)* Wettolsheim, en complément de la ligne   26 . En 2010, sur le nouveau réseau, ce sont les lignes 1 et 2 qui sont accessibles. Durant l'été 2012 certains arrêt de la ligne 4 sont devenus accessibles (Château d'eau, Cour d'Appel…)
Parallèlement, tous les nouveaux bus acquis depuis 2005 (au nombre de 17) sont accessibles aux personnes à mobilité réduite.

## Exploitation

### Matériel roulant
Le réseau dispose de 45 véhicules de transport de personnes et 1 véhicule dédié a l'information des usagers , et lance chaque année un appel d'offres pour remplacer les plus anciens véhicules.

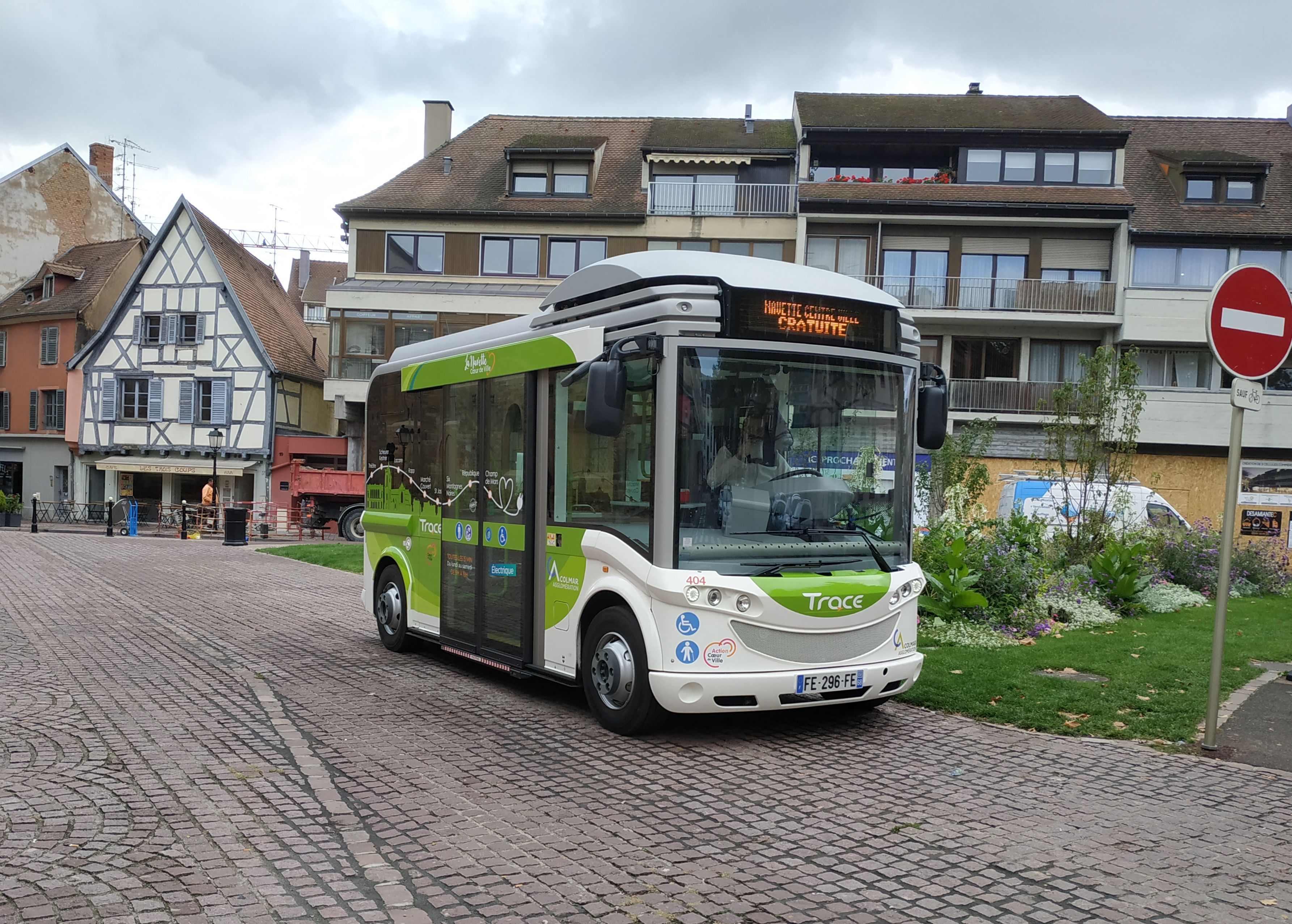
Un bolloré bluebus.

#### Minibus
| Constructeur | Modèle      | Nombre | Numérotation  | Années delivraison | Remarques |
| ------------ | ----------- | ------ | ------------- | ------------------ | --------- |
| Bolloré      | Bluebus 6 m | 4      | nos 401 à 404 | 2019               |           |
| Citroën      | Jumper II   | 1      |               | 2023               |           |
| Peugeot      | Traveller   | 1      |               | 2023               | Occasion  |

#### Midibus
| Constructeur | Modèle   | Nombre | Numérotation      | Années delivraison            | Remarques |
| ------------ | -------- | ------ | ----------------- | ----------------------------- | --------- |
| Heuliez Bus  | GX 117   | 1      | no 220            | 2005                          |           |
| Heuliez Bus  | GX 127   | 3      | nos 221, 222 et ? | 2008, 2011 et 2024 (Occasion) |           |
| Heuliez Bus  | GX 137 L | 1      |                   | 2024                          | Occasion  |

#### Autobus Standards
| Constructeur  | Modèle           | Nombre | Numérotation               | Années delivraison | Remarques           |
| ------------- | ---------------- | ------ | -------------------------- | ------------------ | ------------------- |
| Mercedes-Benz | Citaro           | 3      | nos 264 à 266              | 2007               |                     |
| Mercedes-Benz | Citaro Facelift  | 11     | nos 269 à 276 et 278 à 280 | 2008 à 2013        |                     |
| Scania        | Citywide LF      | 15     | nos 281 à 295              | 2017 à 2021        |                     |
| Scania        | Citywide LF II   | 5      | nos 296 à 299, 500, ?      | 2022 à 2024        |                     |
| Heuliez Bus   | GX 337           | 1      | no 236                     | 2024               | Véhicule d’occasion |
| Irisbus       | Citelis 12       | 1      | no 234                     | 2024               | Véhicule d’occasion |
| Irisbus       | Crossway LE City | 1      | no 229                     | 2024               | Véhicule d’occasion |
| Iveco Bus     | Urbanway 12      | 1      | no 235                     | 2024               | Véhicule d’occasion |

#### Autobus Articulés
| Constructeur  | Modèle            | Nombre | Numérotation | Années delivraison | Remarques |
| ------------- | ----------------- | ------ | ------------ | ------------------ | --------- |
| Mercedes-Benz | Citaro G Facelift | 1      | no 231       | 2010               |           |
| Scania        | Citywide LFA      | 1      | no 232       | 2017               |           |

## Siège social
La Trace dispose d'un siège social et d'un dépôt, situés rue des Bonnes Gens à Colmar. Elle dispose aussi d'un agence commerciale située au 29 Rue Kléber à Colmar.
Le dépôt comporte les services administratifs, un remisage et une station-service bus couvert ainsi qu'un atelier et une station de compression du gaz naturel.

## Identité visuelle

Logo jusqu'en septembre 2024.
Logo à partir de septembre 2024.